# Lazarus (Bijbel)

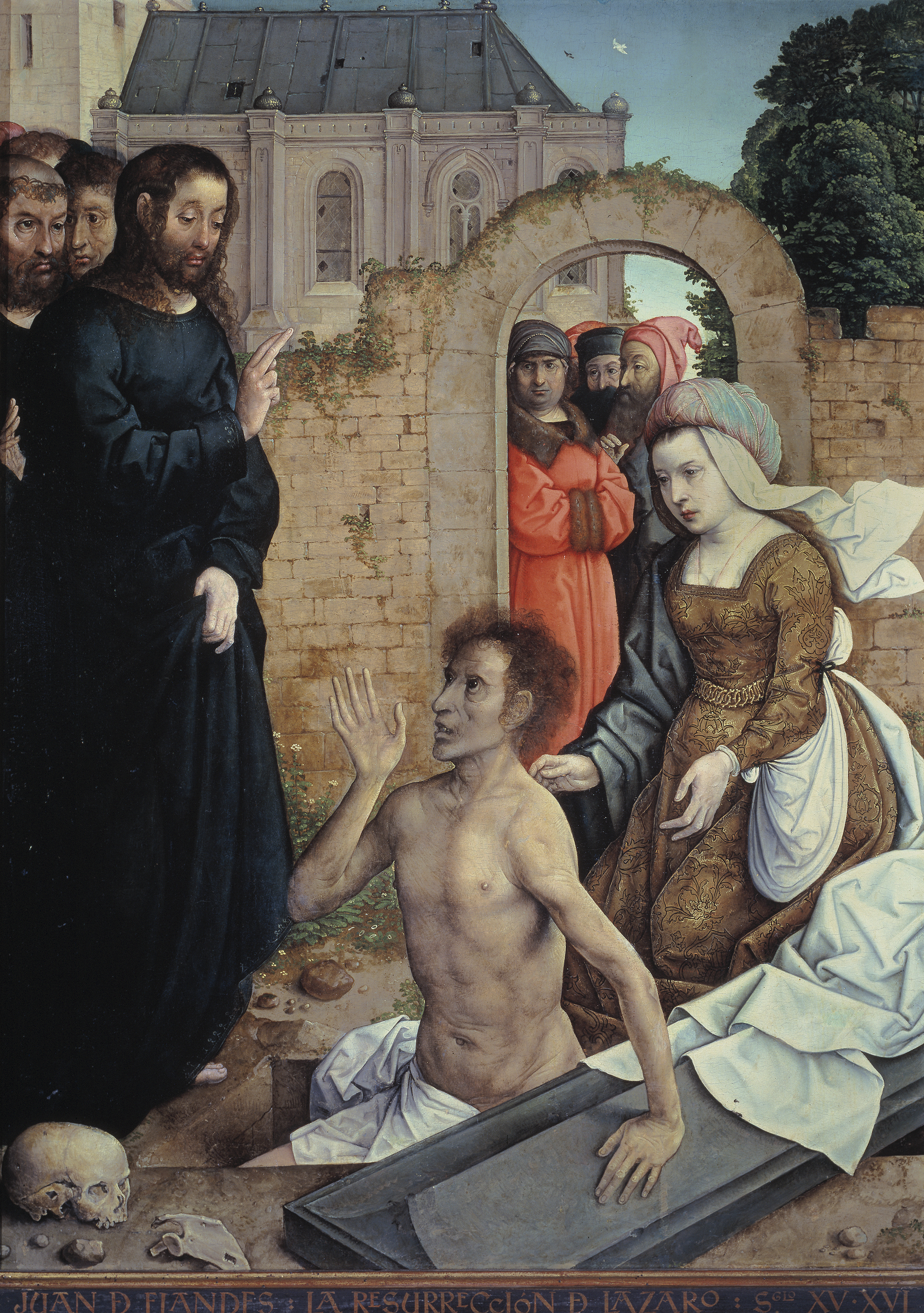
De opstanding van Lazarus (rond 1500)

Lazarus (Latinisering van het Griekse: Λαζαρος, Lazaros, afgeleid van het Hebreeuwse: אֶלְעָזָר, Elʿāzār, Eliëzer, "God heeft geholpen") komt in het Nieuwe Testament tweemaal voor:
1. Een persoon in de gelijkenis van de rijke man en Lazarus van Jezus Christus. Deze Lazarus is een arme bedelaar die ziek en overdekt met zweren voor de poort van een rijke man ligt, hopend op wat afval van de tafel van de rijke (Lucas 16:19-31).
2. Een persoon die door Jezus uit de dood werd opgewekt nadat hij vier dagen daarvoor gestorven was (Johannes 11:1-44). Deze Lazarus was persoonlijk bevriend met Jezus en een broer van Martha en Maria van Bethanië.

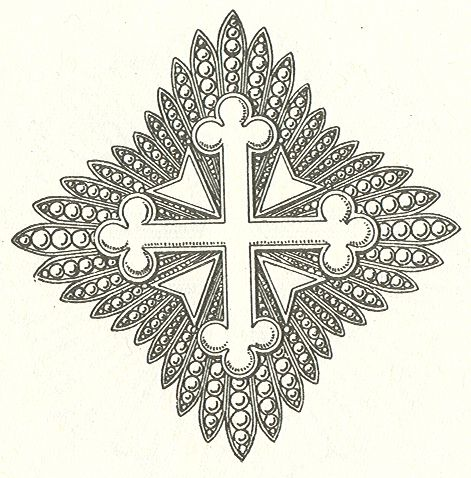
Het uit doodsbeenderen samengestelde lazaruskruis op een plaque van de Orde van Sint Mauritius en Sint Lazarus

Lazarus is de patroon van de lepralijders en gaf zijn naam aan leprozen, lazaret, de Orde van Sint-Lazarus en de Orde van Sint-Mauritius en Sint-Lazarus.

## Lazarus in het Nieuwe Testament

### Lazarus en de rijke man
In de gelijkenis in het Lucasevangelie is Lazarus een arme zieke man die voor de deur van een rijke man ligt in de hoop wat brokken die van de tafel van de rijke op de grond vallen te kunnen bemachtigen. Na zijn dood komt de rijke man in het dodenrijk aan en ziet de arme "in de schoot van Abraham" met andere woorden in eeuwige gelukzaligheid. Hij vraagt Abraham de arme man naar hem toe te sturen om hem wat water te brengen om zijn lijden te verlichten. Maar Abraham antwoordt: 
Kind, bedenk wel dat jij je deel van het goede al tijdens je leven hebt ontvangen, terwijl Lazarus niets dan ongeluk heeft gekend; nu vindt hij hier troost, maar lijd jij pijn. Bovendien ligt er een wijde kloof tussen ons en jullie, zodat wie van hier naar jullie wil gaan dat niet kan, en ook niemand van jullie naar ons kan oversteken.
 Ook op zijn verzoek om Lazarus naar zijn vijf nog levende broers te sturen om hen te verwittigen over wat hun te wachten staat krijgt hij geen gehoor. Abraham antwoordde hem: 
Als ze niet naar Mozes en de profeten luisteren, zullen ze zich ook niet laten overtuigen als er iemand uit de dood opstaat.

### Lazarus die werd opgewekt

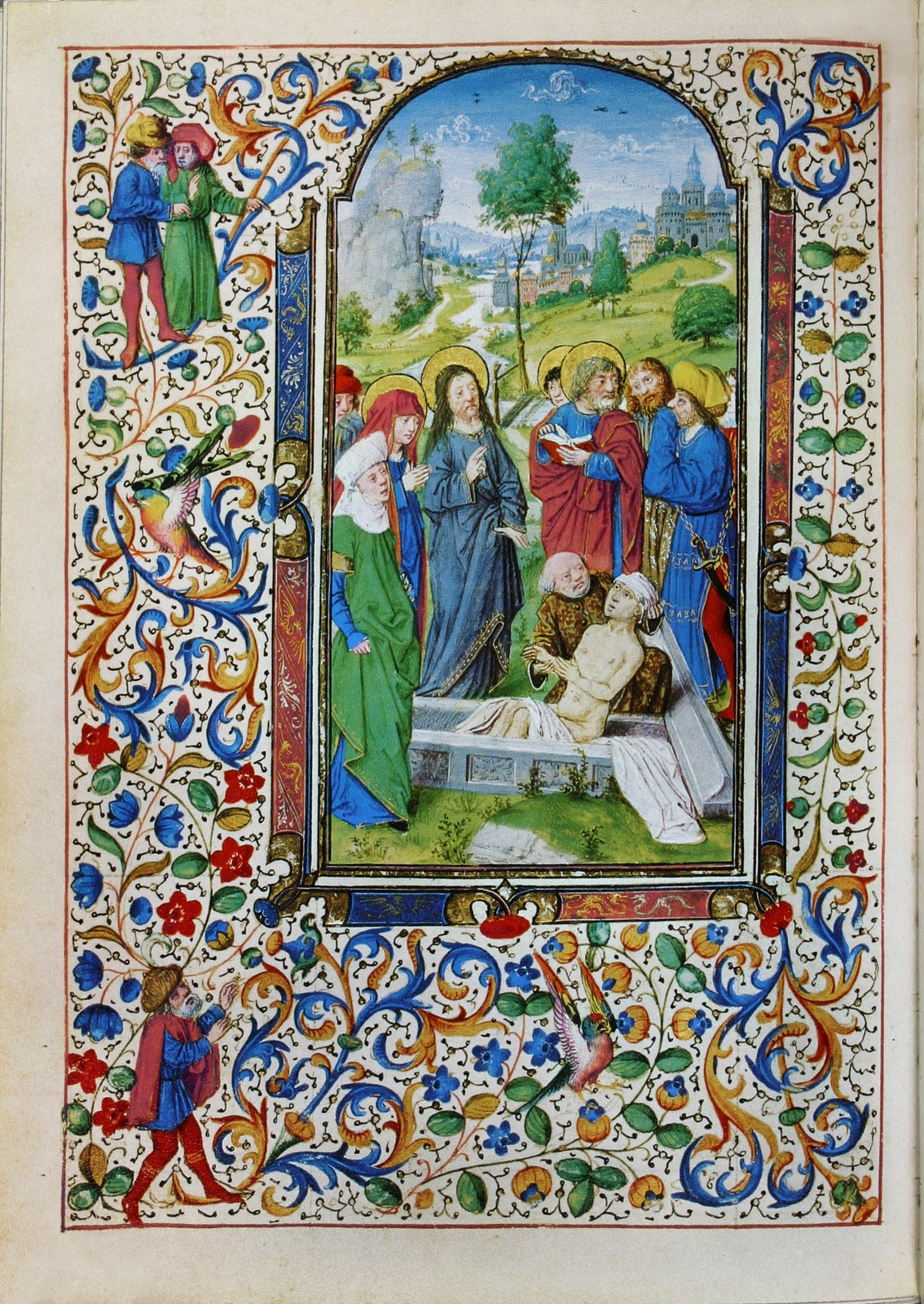
Getijdenboek van Maria van Bourgondië, Opwekking van Lazarus.

Het evangelie volgens Johannes vertelt over de opwekking van Lazarus. In het verhaal wordt gezegd dat Maria en Martha, de zussen van Lazarus, een boodschap naar Jezus stuurden om hem te verwittigen dat zijn vriend ziek was. Maar Jezus antwoordde dat deze ziekte niet tot de dood zou leiden, maar tot de verheerlijking van God en hij bleef nog twee dagen waar hij was, in de buurt van het meer van Genezareth. Daarna vertrok hij met zijn leerlingen naar Bethanië. Toen ze daar aankwamen, bleek dat Lazarus al vier dagen overleden was. Martha was Jezus tegemoetgekomen en zei hem: 
Heer, als U hier geweest was zou mijn broer niet gestorven zijn, maar ook nu weet ik dat God U alles wat U van God vraagt, geven zal.
 Waarop Jezus antwoordde dat haar broer weer zou opstaan. Ze gingen vervolgens naar het graf waar ook Maria naartoe was gegaan. Jezus liet de grafsteen wegrollen en na een gebed tot God riep hij: "Lazarus kom naar buiten", waarop Lazarus uit het graf kwam, nog gewikkeld in zijn doodskleden. Het evangelie zegt dat veel Joden die het wonder gezien hadden in hem geloofden, maar anderen gingen naar de farizeeën die besloten hem te laten doden. 

Het verhaal van de opwekking uit de doden gaat vooraf aan het verhaal over de dood en herrijzenis van Jezus en wordt daarom als een voorafbeelding van de verrijzenis van Christus zelf gezien. De schrijver van het evangelie gebruikte zelf de term semeion of teken. Het verhaal is geen historisch relaas, maar een oproep om in Jezus te geloven. De evangelist vermeldde uitdrukkelijk wat de bedoeling was van de tekenen die hij beschreef, namelijk: 
(...) opdat u zult geloven dat Jezus de Messias is, de Zoon van God, en opdat u door te geloven leven zult bezitten in zijn naam.— Johannes 20:31
Hetzelfde verhaal komt voor in het apocriefe Geheime Marcusevangelie.
Deze (uit de dood opgewekte) Lazarus wordt soms ook wel geïdentificeerd als de leerling van wie Jezus veel hield.

## Lazaruslegendes

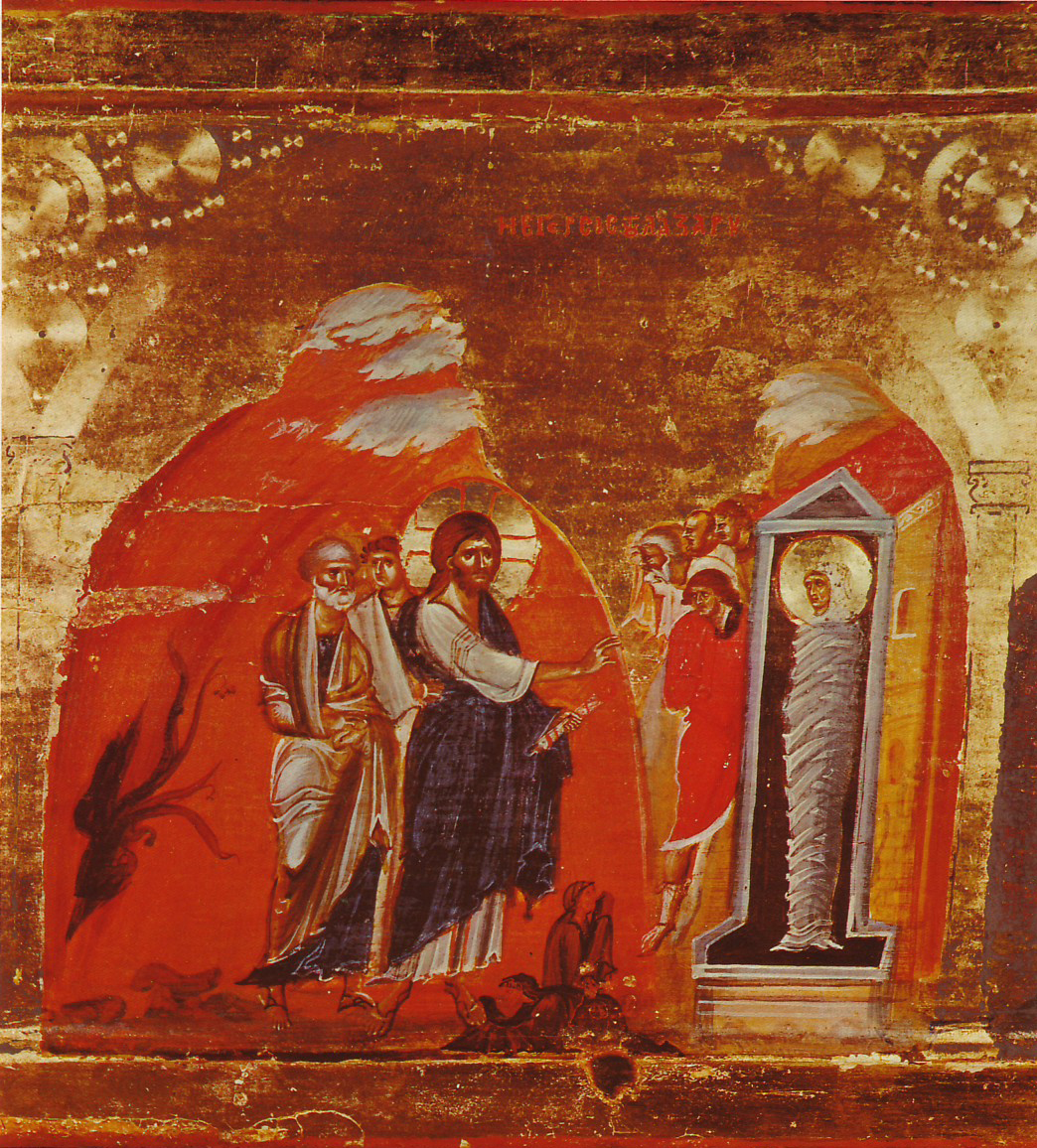
De opwekking van Lazarus, scène uit een iconostase. Begin van de 13e eeuw, Sint Katharina klooster, Sinaï - Egypte

De orthodoxe en de roomse kerk hebben ieder hun eigen verhaal over het verdere leven van Lazarus, geen van beide wordt gestaafd door historische bronnen. Over de legende van Lazarus in Frankrijk en de personen die met hem de reis maakten doen verschillende versies de ronde. Maria de zus van Lazarus wordt daarin, zoals gebruikelijk, verwisseld met Maria Magdalena. Over die laatste doen ook verschillende versies van haar veronderstelde reis naar Frankrijk de ronde.

### Lazarus op Cyprus
Volgens de overlevering die de ronde doet op het eiland Cyprus vluchtte Lazarus na zijn opwekking uit de doden en de kruisdood van Christus omdat hij dacht dat de hogepriesters hem naar het leven stonden. Hij trok naar de streek van het vroegere koninkrijk Kition en vestigde zich in een plaats waar zich nu de stad Larnaca bevindt. Hij werd aangesteld tot bisschop van Kition door de apostel Paulus en Barnabas. Lazarus zou nog dertig jaar geleefd hebben en na zijn dood werd hij in Larnaca begraven. Epiphnaius van Constantia (315-403), bisschop van Salamis schreef dit alleszins. Het graf zou verloren gegaan zijn tijdens de Arabische overheersing die in 649 begon, maar zijn sarcofaag werd terug ontdekt in 890 zoals werd beschreven door de kerkhistoricus Arethas, aartsbisschop van Caesarea in Cappadocië, het huidige Kayseri. Op de sarcofaag zou "Lazarus de vriend van Jezus" in het Hebreeuws gestaan hebben.
De resten werden herbegraven en er werd een klein kerkje boven het graf gebouwd op de plaats van de huidige Agios Lazaros in Larnaca. De vermeende relieken van Lazarus werden op bevel van keizer Leo VI de Wijze overgebracht naar Constantinopel, waar ze tijdens de Vierde Kruistocht tijdens de plundering van Constantinopel werden buitgemaakt en meegenomen naar Marseille, waar ze later ook verloren gingen. Het opduiken van de relieken in Marseille leidde waarschijnlijk tot de andere legende over de aanwezigheid van Lazarus in Zuid-Frankrijk waar hij dan bisschop van Marseille zou geworden zijn.

### Lazarus in Frankrijk

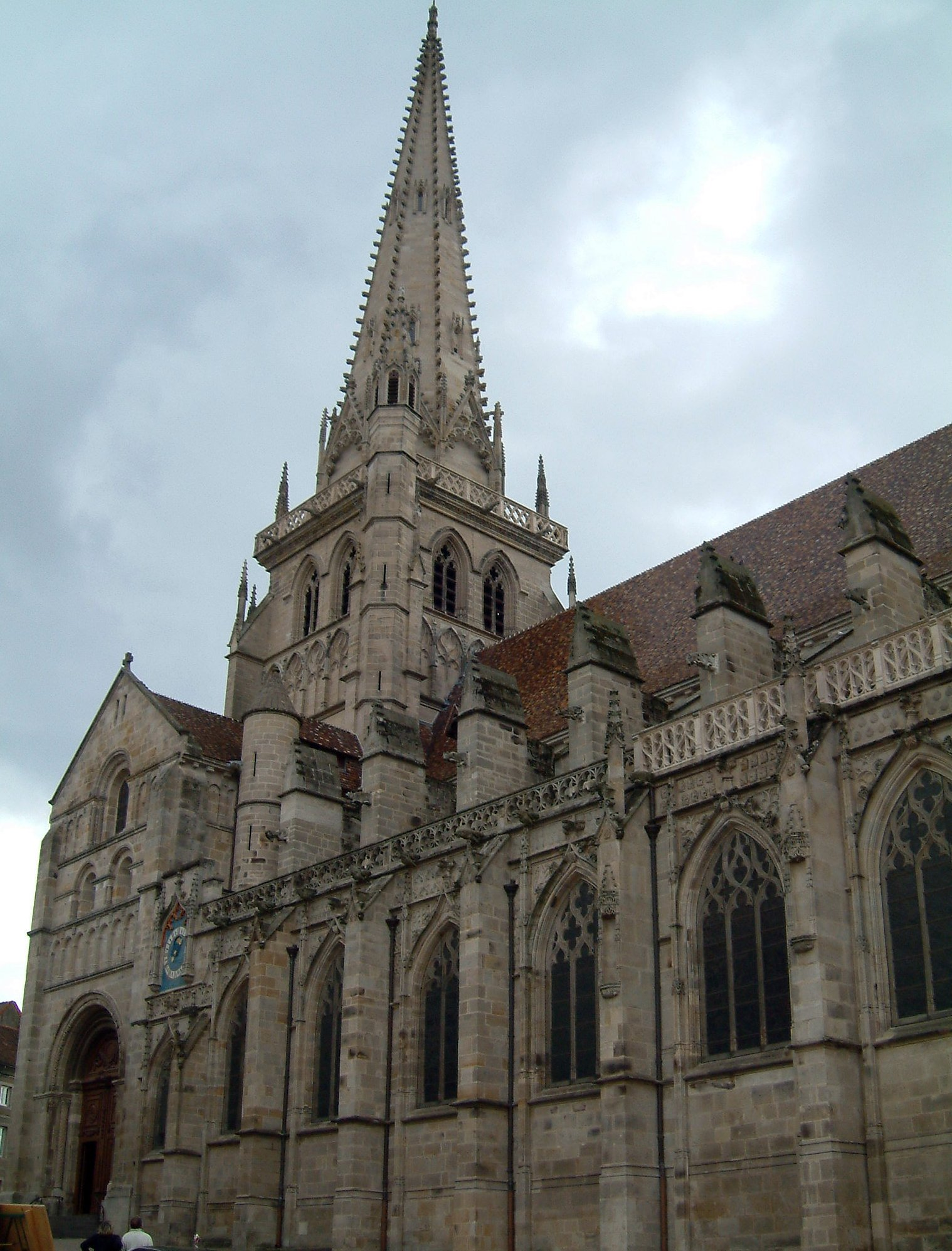
kathedraal van Autun (Cathédrale Saint-Lazare d'Autun), Autun.

Volgens verhalen die in de westerse kerk verteld werden was Lazarus samen met zijn zussen Martha en Maria op een onbestuurbare boot gezet, zonder zeil, riemen of roer. Zij zouden volgens de legende zijn gestrand op de kusten van de Provence bij het huidige Saintes-Maries-de-la-Mer. Van daar gingen ze elk hun eigen weg en Lazarus trok al predikend naar Marseille. Daar zou hij het evangelie hebben verkondigd en de eerste bisschop van Marseille zijn geweest. De Lazarus uit deze geschiedenis wordt veelvuldig verward met bisschop Lazarus van Aix van Aix-en-Provence uit de vijfde eeuw. (Abdij Saint-Victor in Marseille).
De legende verhaalt ook dat Lazarus tijdens de vervolgingen door Domitianus opgesloten zou zijn in een kelder onder de gevangenis, waar hij werd onthoofd. Zijn relieken zouden dan zijn overgebracht naar Autun, waar men een kerk bouwde om de relieken in onder te brengen. Op het einde van de tiende eeuw zouden de relieken zijn overgebracht naar de kerk met dezelfde naam in Avallon door Hendrik I van Bourgondië, maar ook in Marseille houdt men vol dat ze in het bezit zijn van het hoofd van de heilige.

## Lazarus in culturele uitingen

### Beeldende kunst
Vooral het verhaal uit het Johannesevangelie, de opwekking van Lazarus, is het onderwerp geweest van talrijke kunstwerken vanaf het begin van het christendom tot op de dag van vandaag. De opwekking werd al afgebeeld op fresco's in de Catacomben van Rome, op sarcofagen, op Iconen van de Orthodoxe Kerk, op de Byzantijnse mozaïeken in de Basiliek van Sant'Apollinare Nuovo, in ivoorsnijwerk uit Byzantium, de vroege middeleeuwen en het Karolingische tijdperk, en in talrijke verluchte handschriften van de zesde tot de zestiende eeuw.
Schilders zoals Duccio di Buoninsegna (1255-1318), Giotto di Bondone (1226 of 1267-1337), Albert van Ouwater (1410 à 1415-1475), Juan de Flandes (1465-1519), Geertgen tot Sint Jans (1460 à 1465-1490 à 1495), Michelangelo (1475-1564), Lucas van Leyden (1494-1533), Aertgen Claesz van Leyden (1498-1564), Jan Cornelisz Vermeyen (1500-1559), Jacopo Tintoretto (1518-1594), Paolo Veronese (1528-1588), Hans von Aachen (1552-1615), Otto van Veen (1557-1629), Caravaggio (1571-1610), Peter Paul Rubens (1577-1640), Rembrandt van Rijn (1606 of 1607 - 1669), Simon de Vos (1603-1676), William Blake (1757-1827), Vincent Van Gogh (1853-1890), Walter Sickert (1860-1942), Albert Servaes (1883-1966), John Reilly (1928-2010) en Wayne Forte (°1950) gebruikten het thema in hun werken. En ook bij de schilders was het thema dus geliefd vanaf de catacomben
In de beeldhouwkunst was het thema eveneens zeer populair. Van afbeeldingen op sarcofagen tot het moderne beeld van Sir John Epstein (1948) zien we Lazarus opduiken in alle stijlen en stijlperiodes.
Fresco's

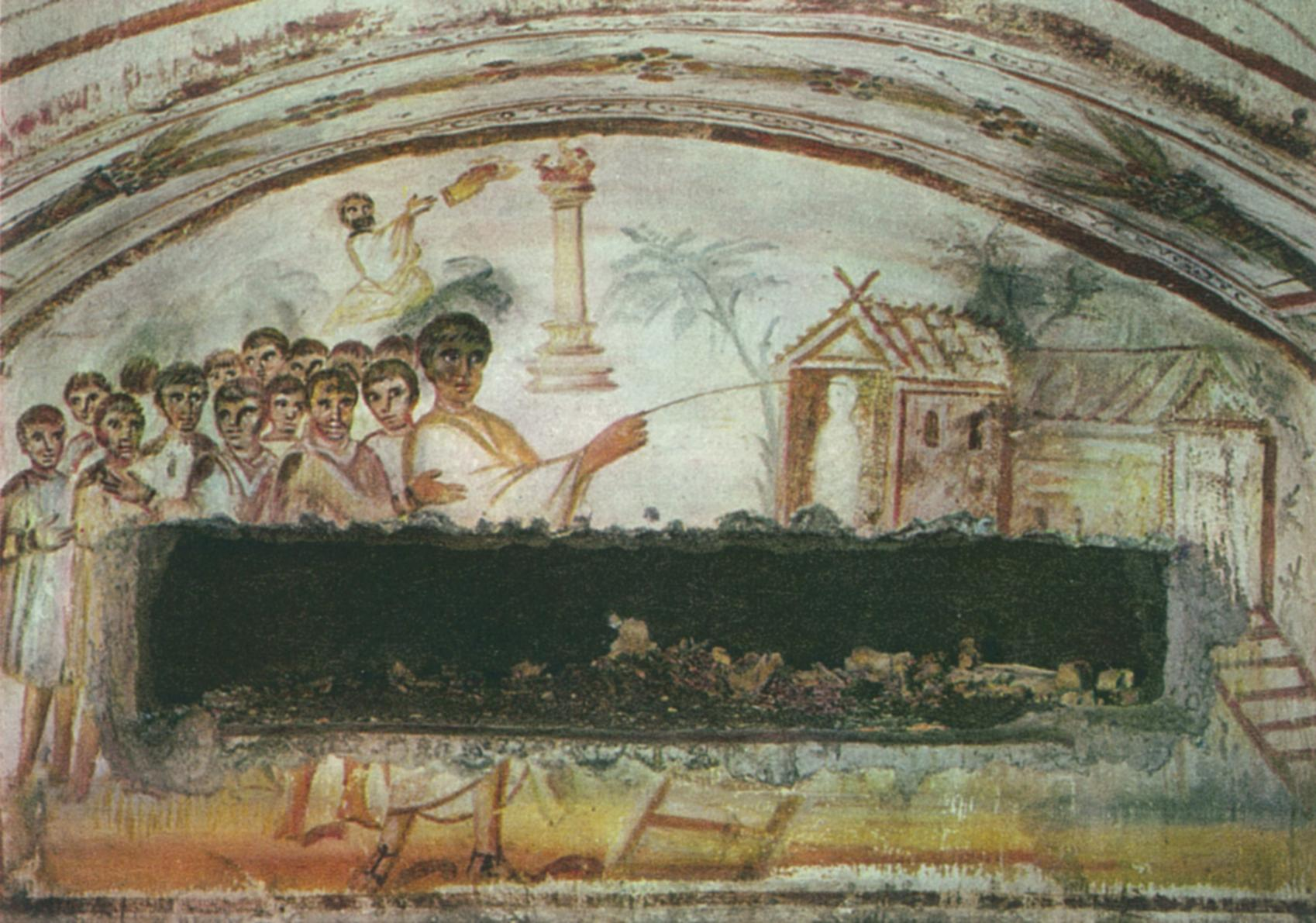
Catacombe van de Via Latina, Rome
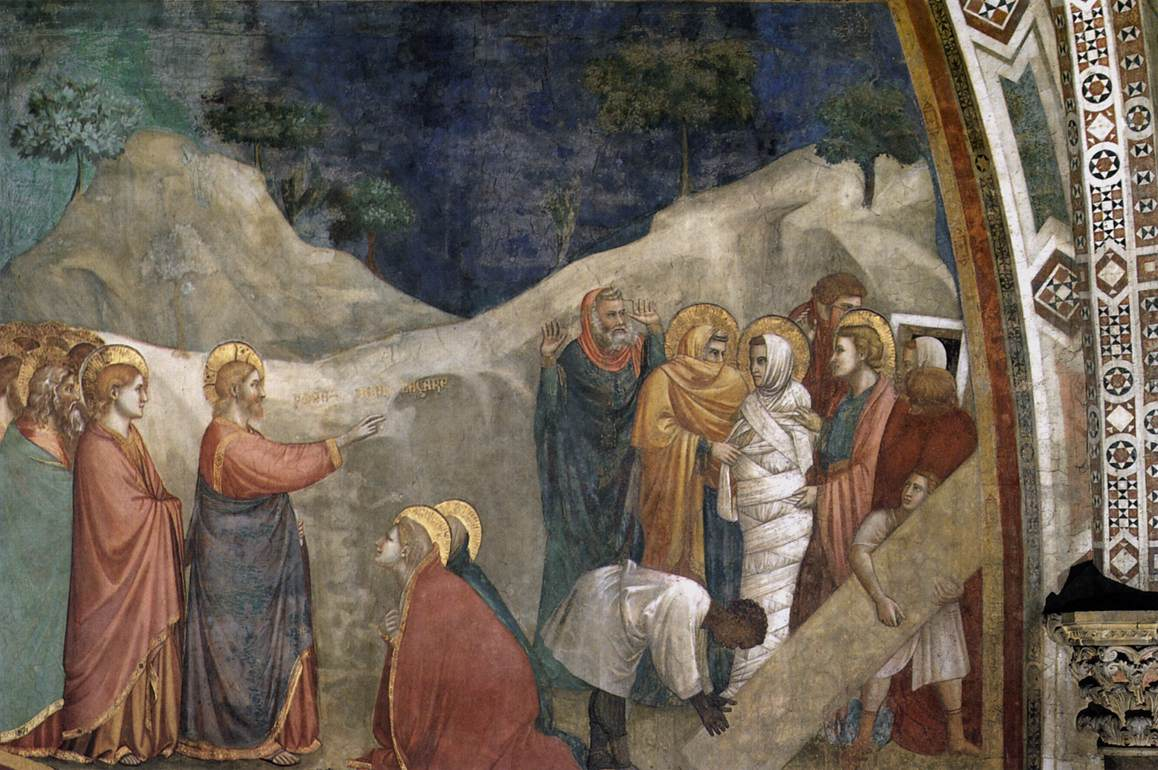
Giotto di Bondone, Opwekking van Lazarus, Fresco, Assisi, Sint-Franciscusbasiliek benedenkerk
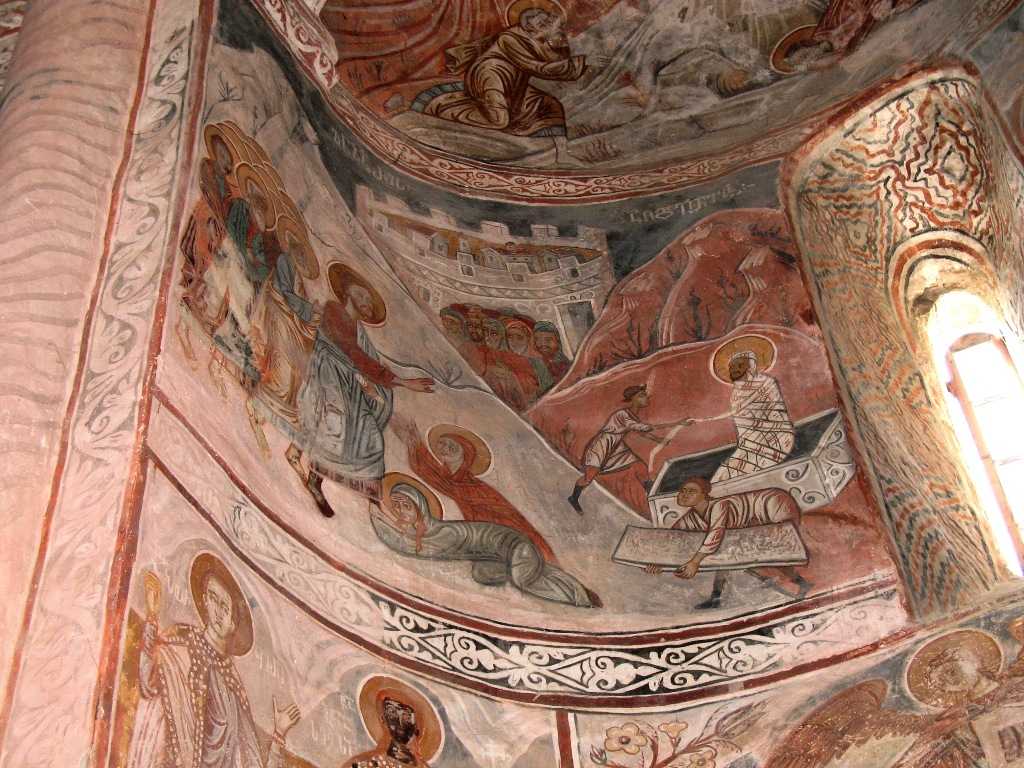
Fresco in de Nikortsminda-kathedraal in Georgië
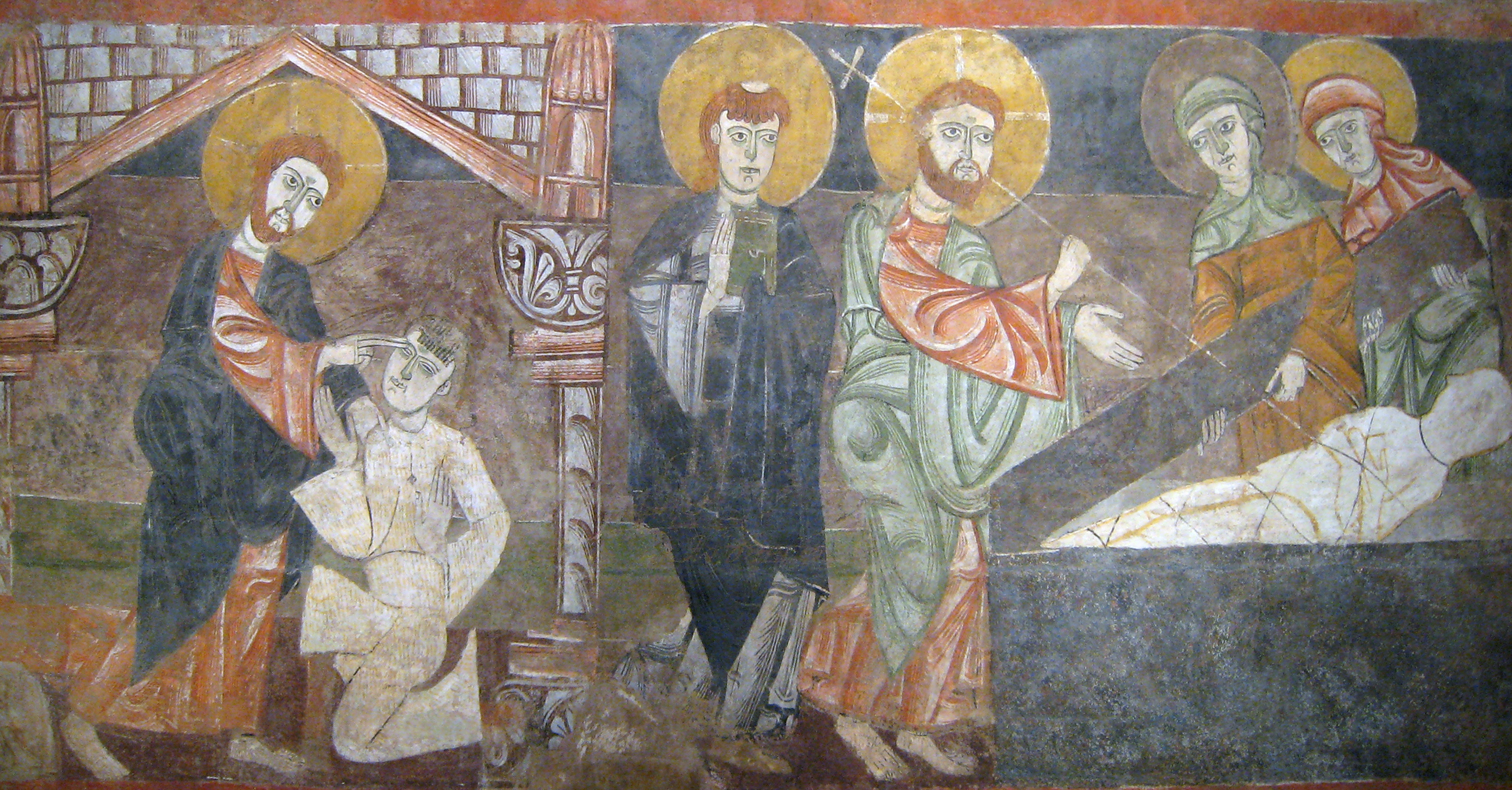
De opwekking van Lazarus, Spanje 1120-1140, The Cloisters Museum
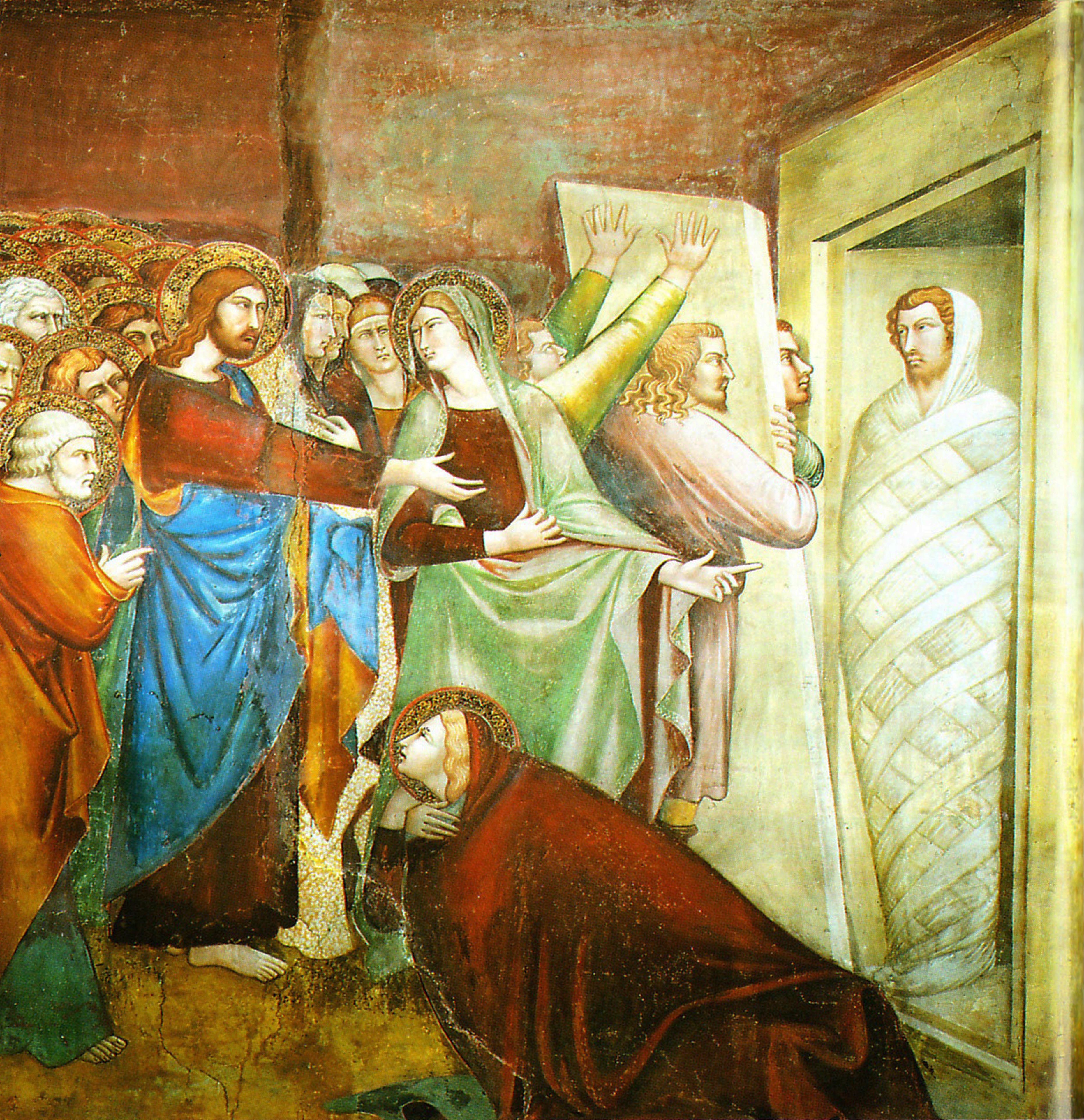
Lippo Memmo (1291-1356), Opwekking van Lazarus, Fresco, Dom van San Gimignano

Iconen

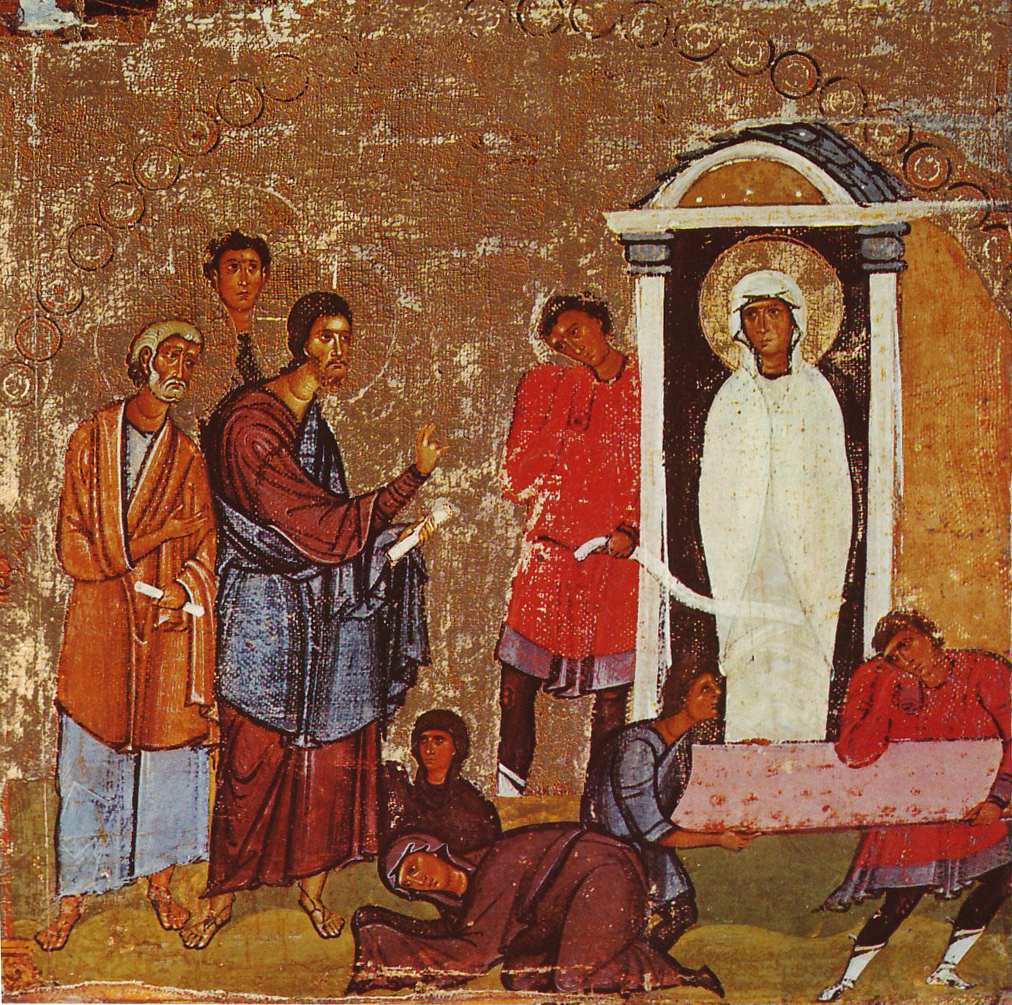
De opwekking van Lazarus, scène uit een iconostase. 12e eeuw, Sint Katharina klooster, Sinaï - Egypte
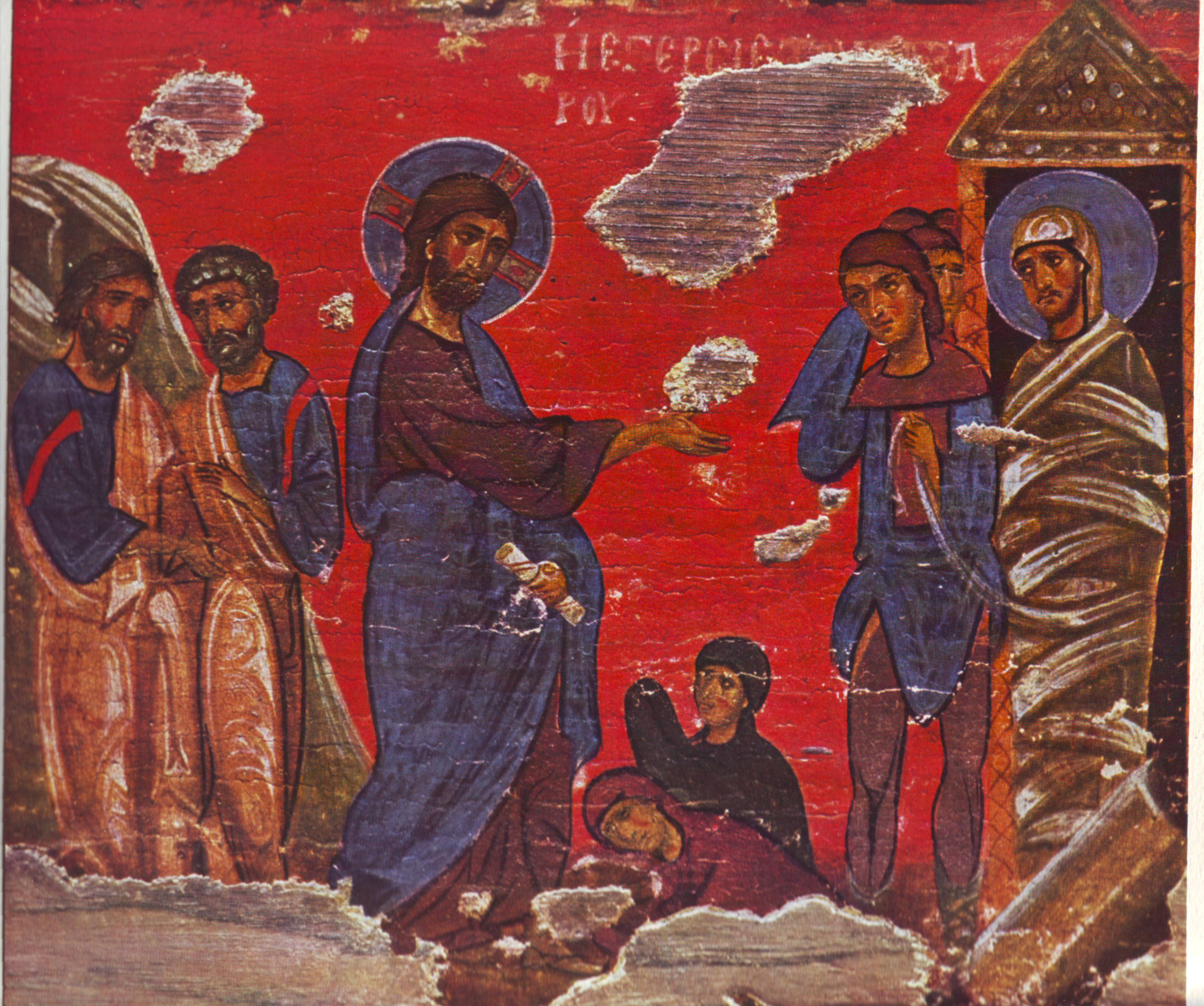
Lazarus icoon uit de 12e-13e eeuw, private collectie
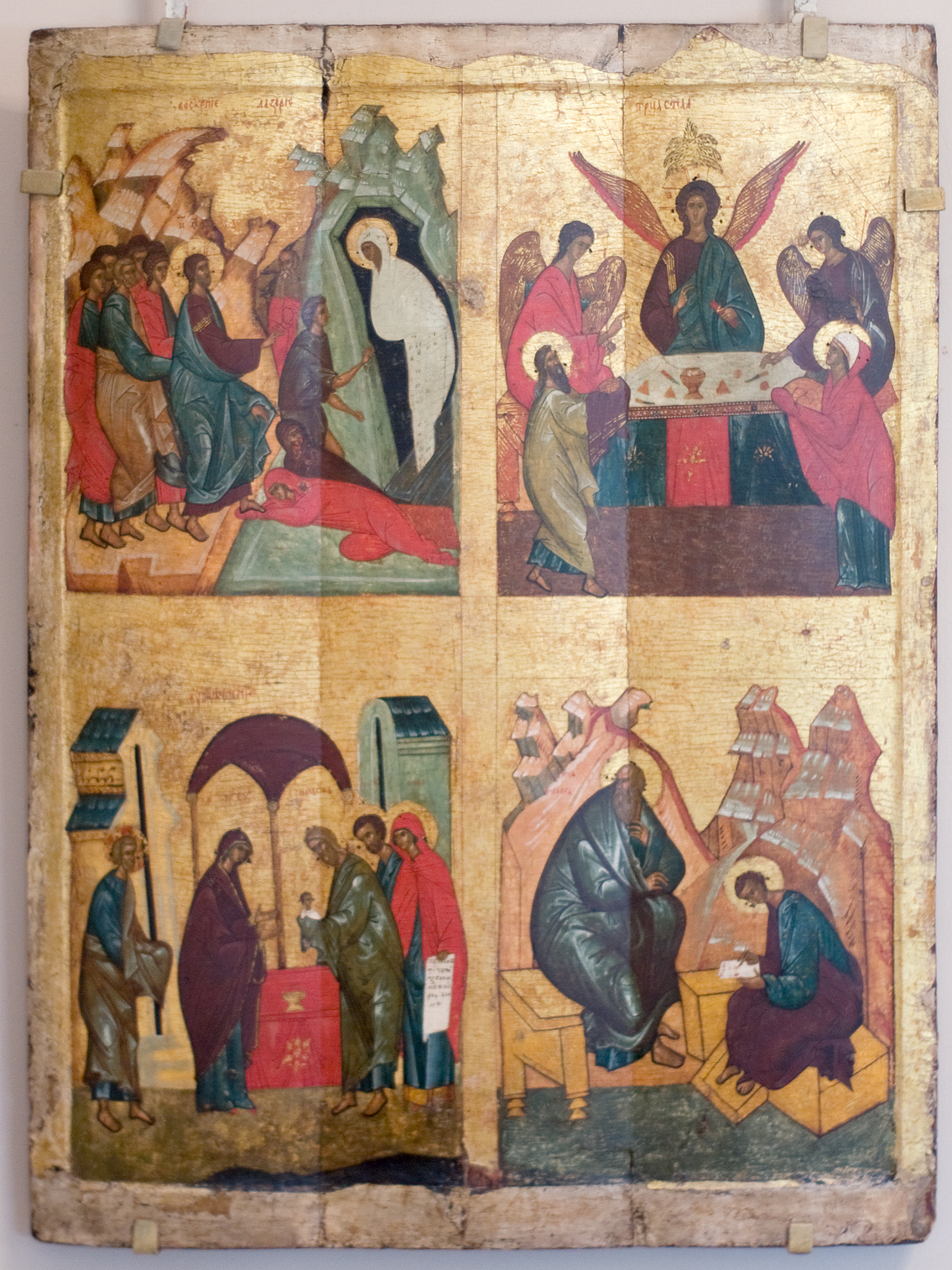
Icoon met onder meer de opwekking van Lazarus, eerste helft van de 15e eeuw, uit de kathedraal van de heilige Georgius in het Joerjevklooster bij Novgorod

Miniaturen

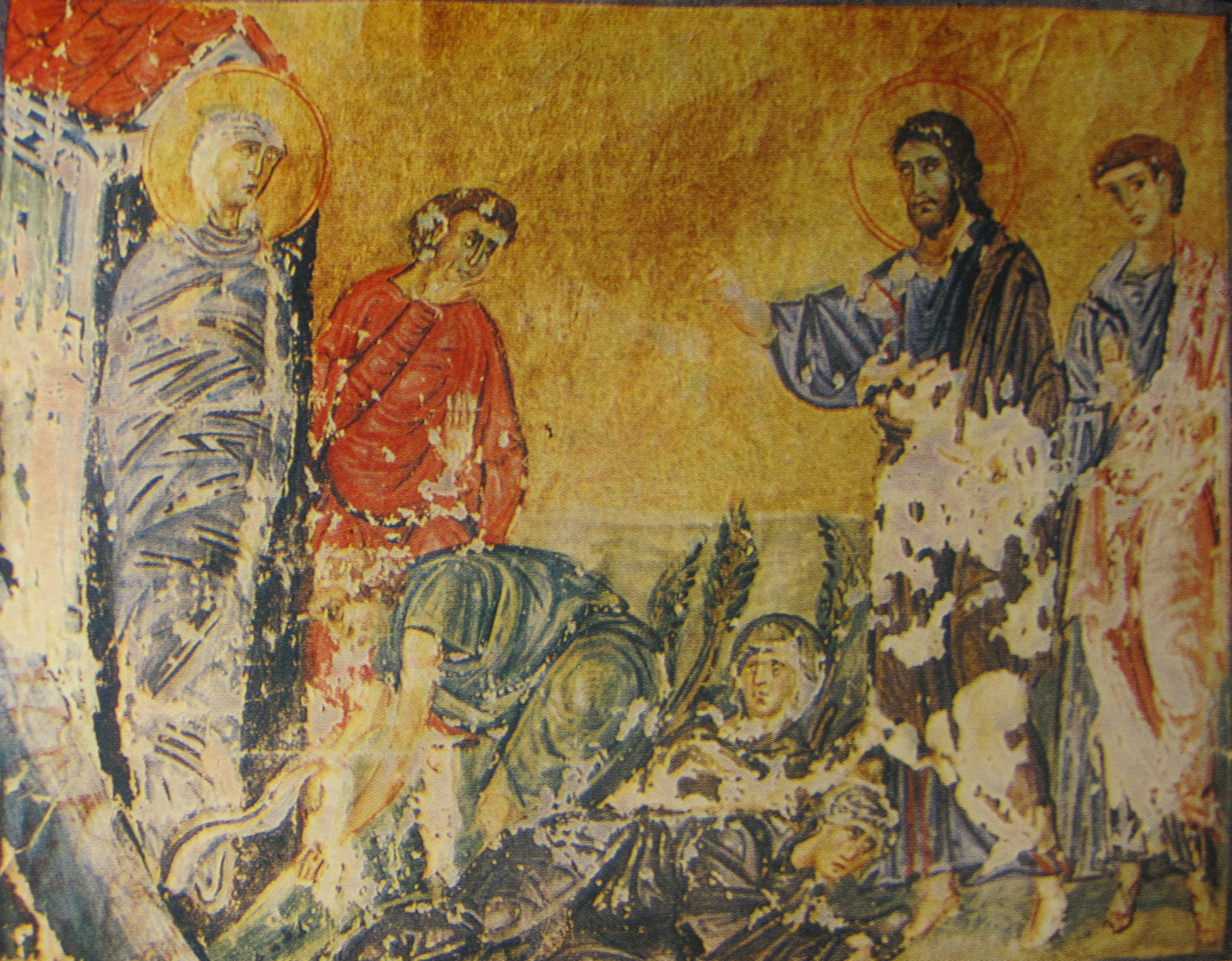
Anoniem, ca. 1030 Synaxarion van Euthymius van Athos, MSS A-684, 34r. National Center of Manuscripts, Tbilisi, Georgia
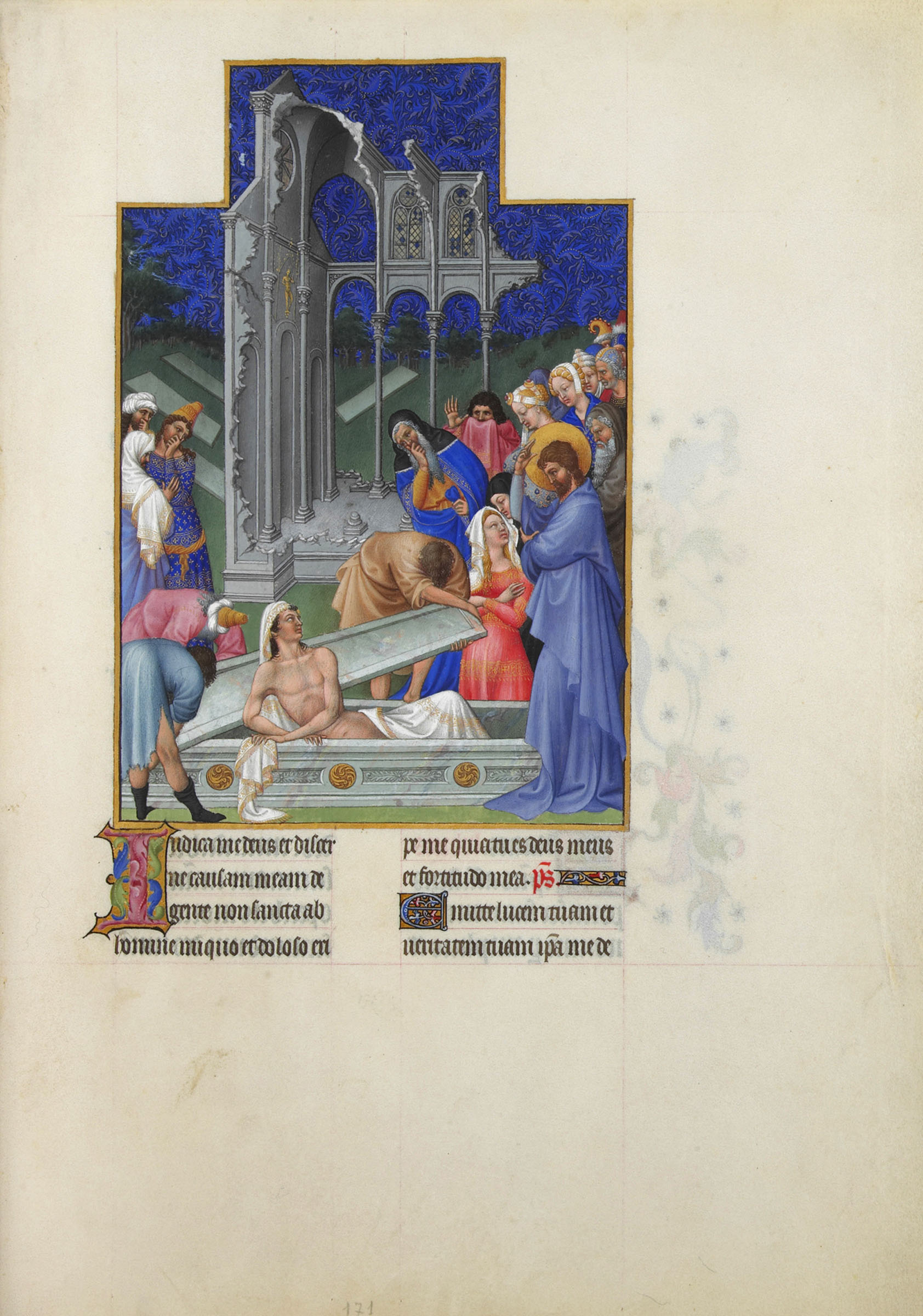
Gebroeders Van Limburg, ca. 1410, opwekking van Lazarus uit de Très Riches Heures, f171r
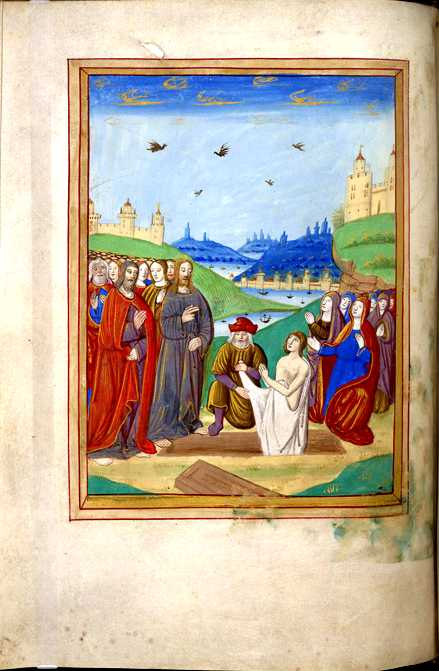
Getijdenboek ca. 1500, Franse stijl, gemaakt voor Thomas Butler 7e earl van Ormond, British Library, Royal 2 B XV

Schilderijen

Lazarus en de rijke man, Brugge ca. 1520, Anoniem, Museum Catharijneconvent
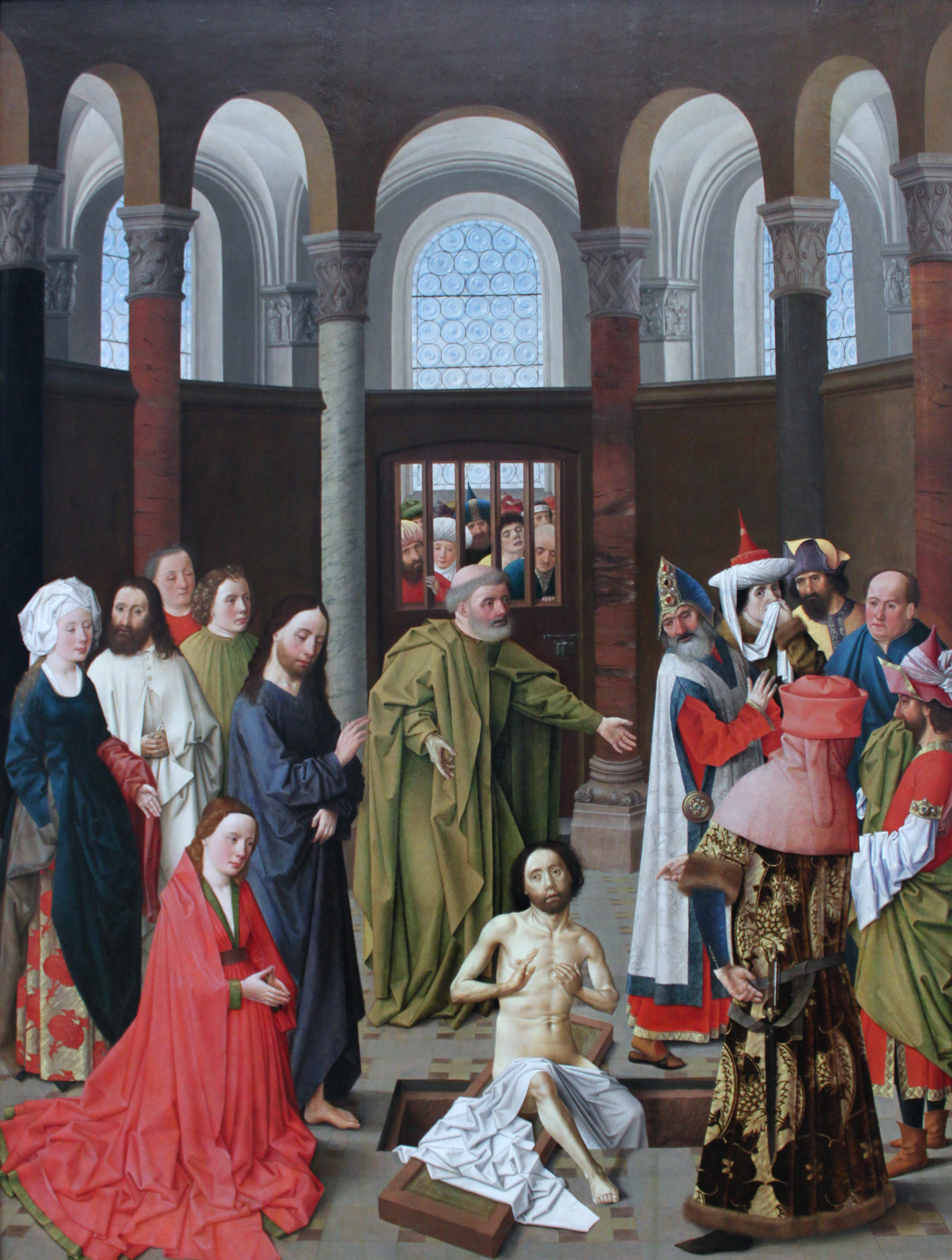
Albert van Ouwater, ca. 1555, Gemäldegalerie (Berlijn)
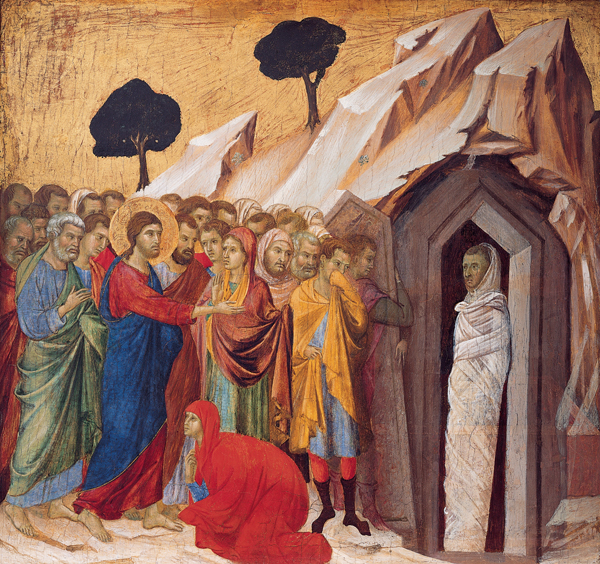
Duccio di Buoninsegna, 1310-1311, Tempera op paneel, The Kimbell Art Museum in Fort Worth, Texas
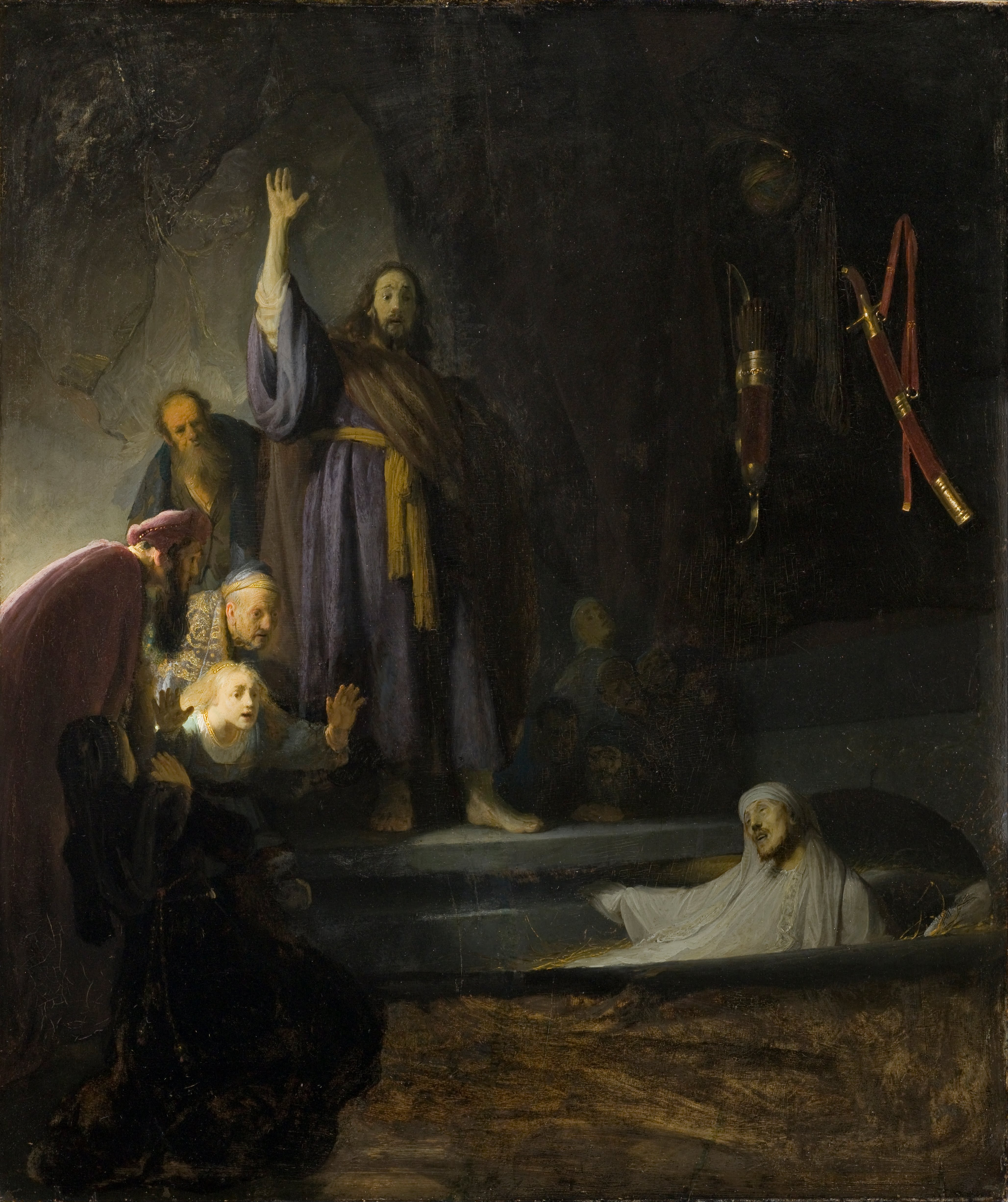
Rembrandt van Rijn, 1630-1632, olieverf op paneel, Los Angeles County Museum of Art
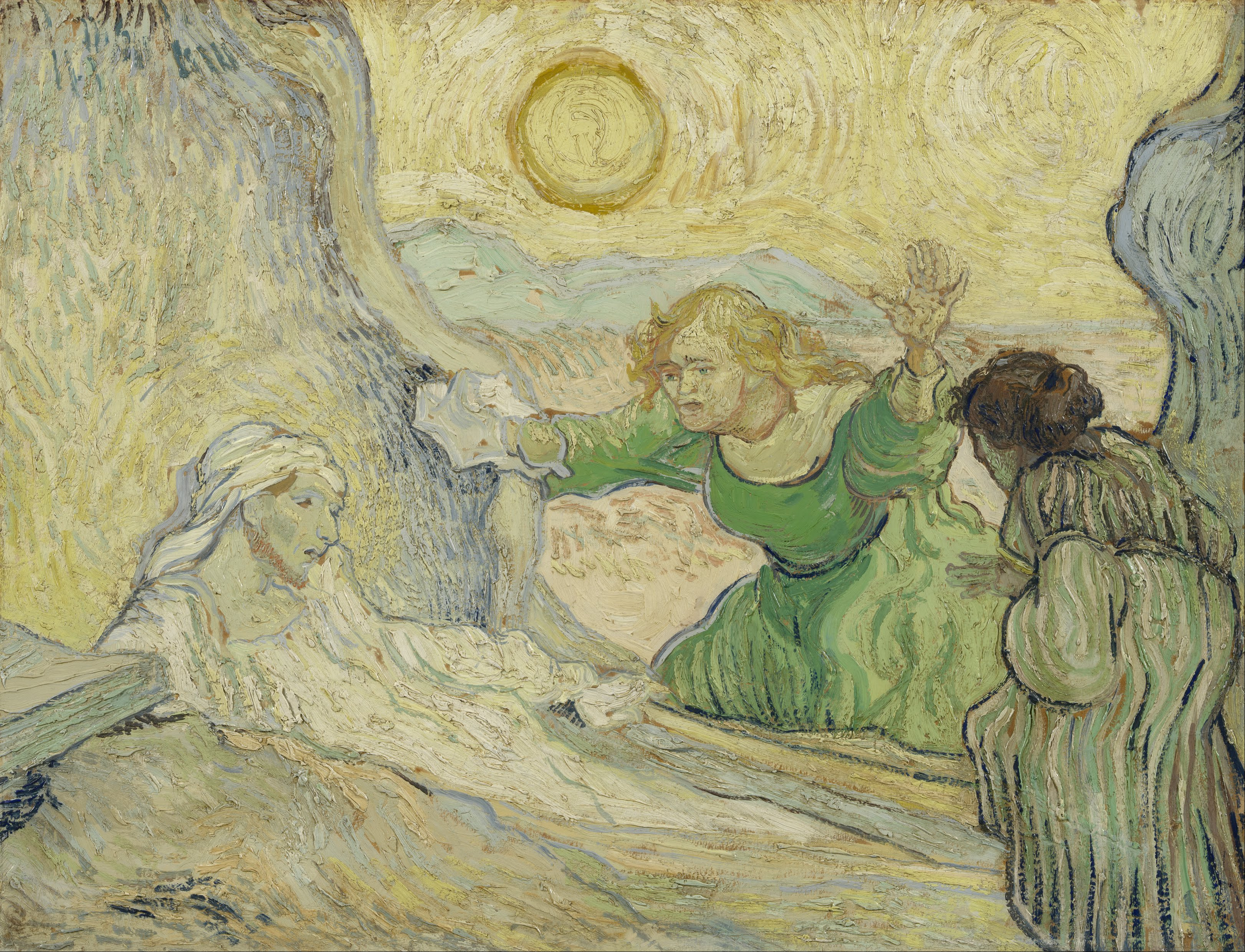
Vincent van Gogh, 1890, De opwekking van Lazarus naar Rembrandt, Van Gogh Museum
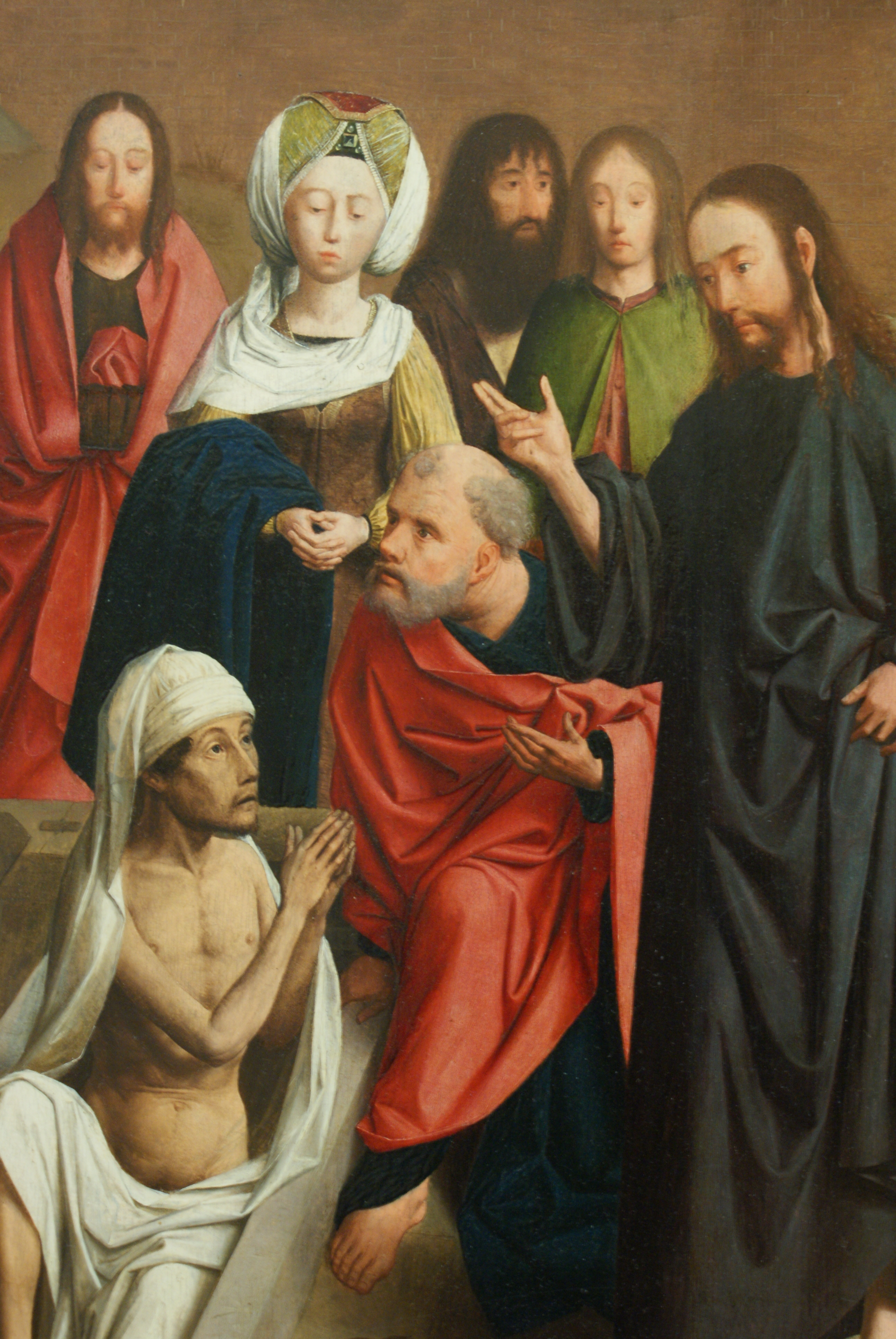
Geertgen tot Sint Jans, ca. 1480, olieverf op paneel, Louvre
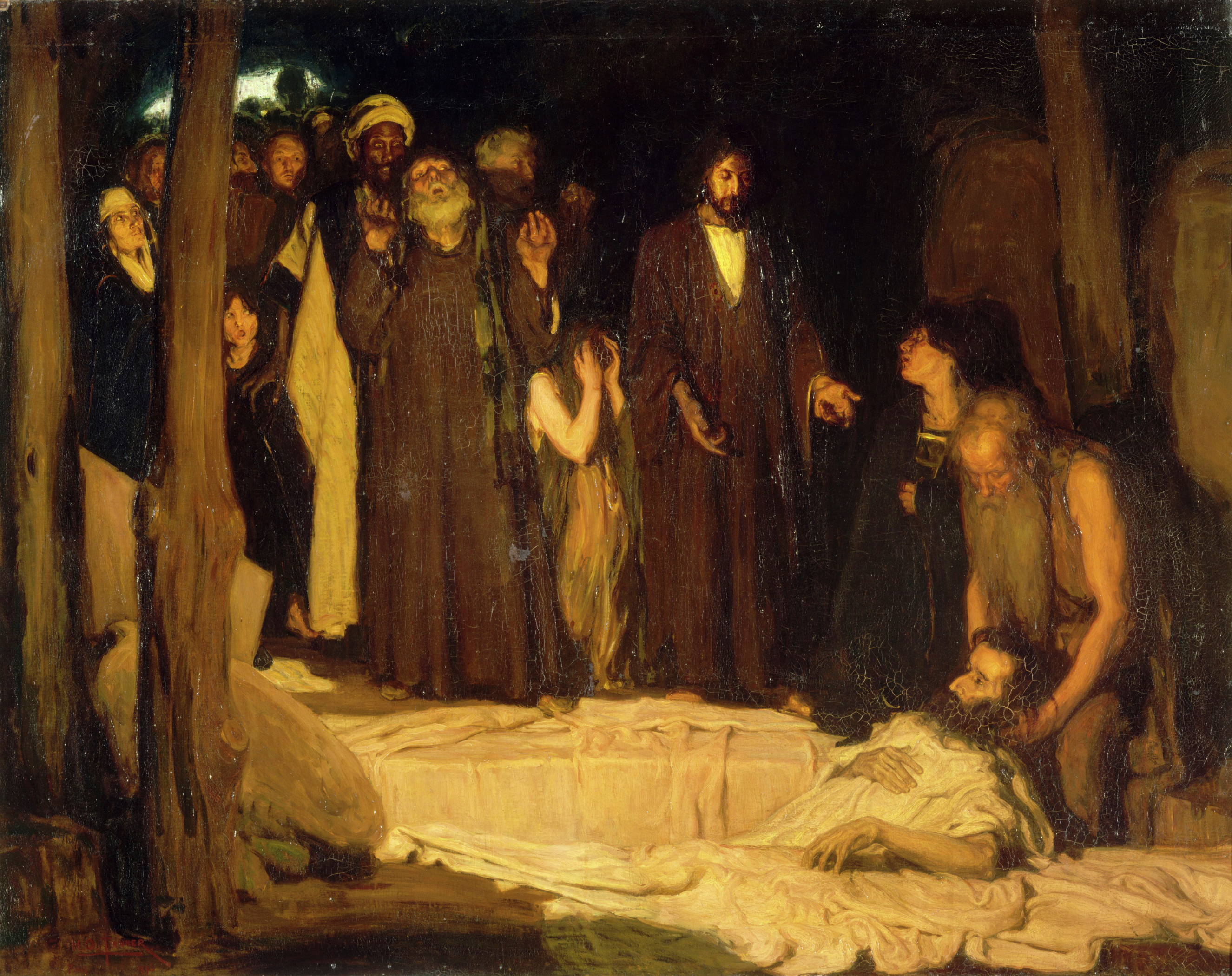
Henry Ossawa Tanner
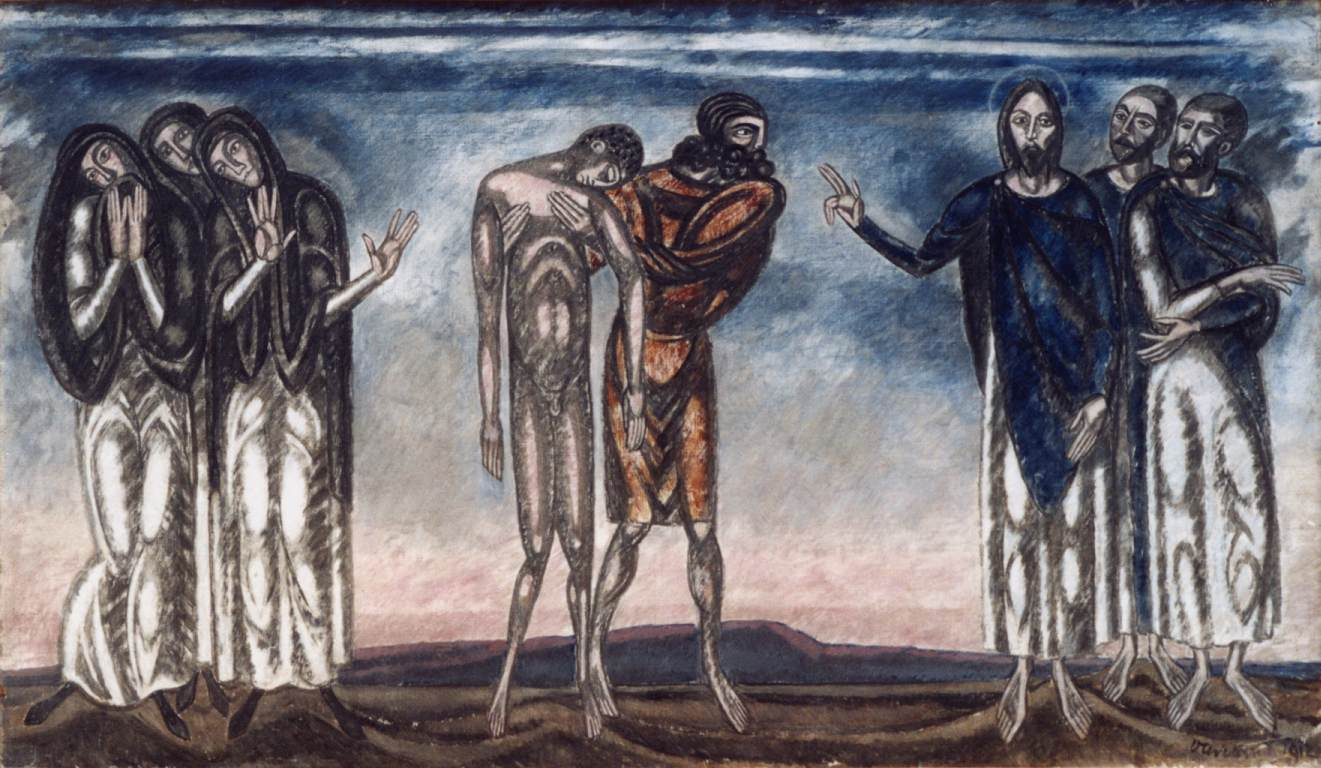
János Miklós Vaszary, 1912, Hongaarse Nationale Galerij

Snijwerk en beeldhouwwerk

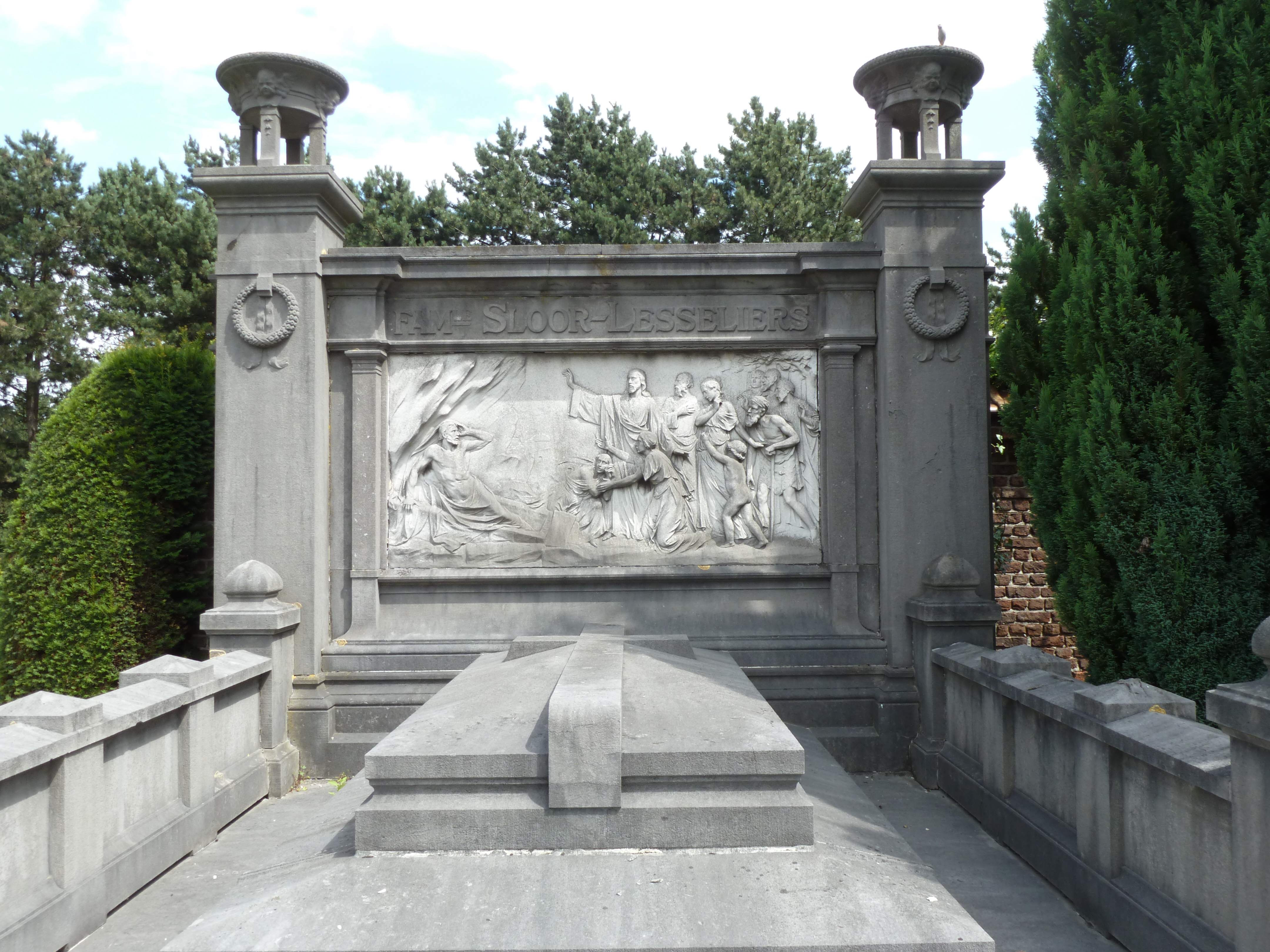
Bas-Reliëf op graftombe, Temse.
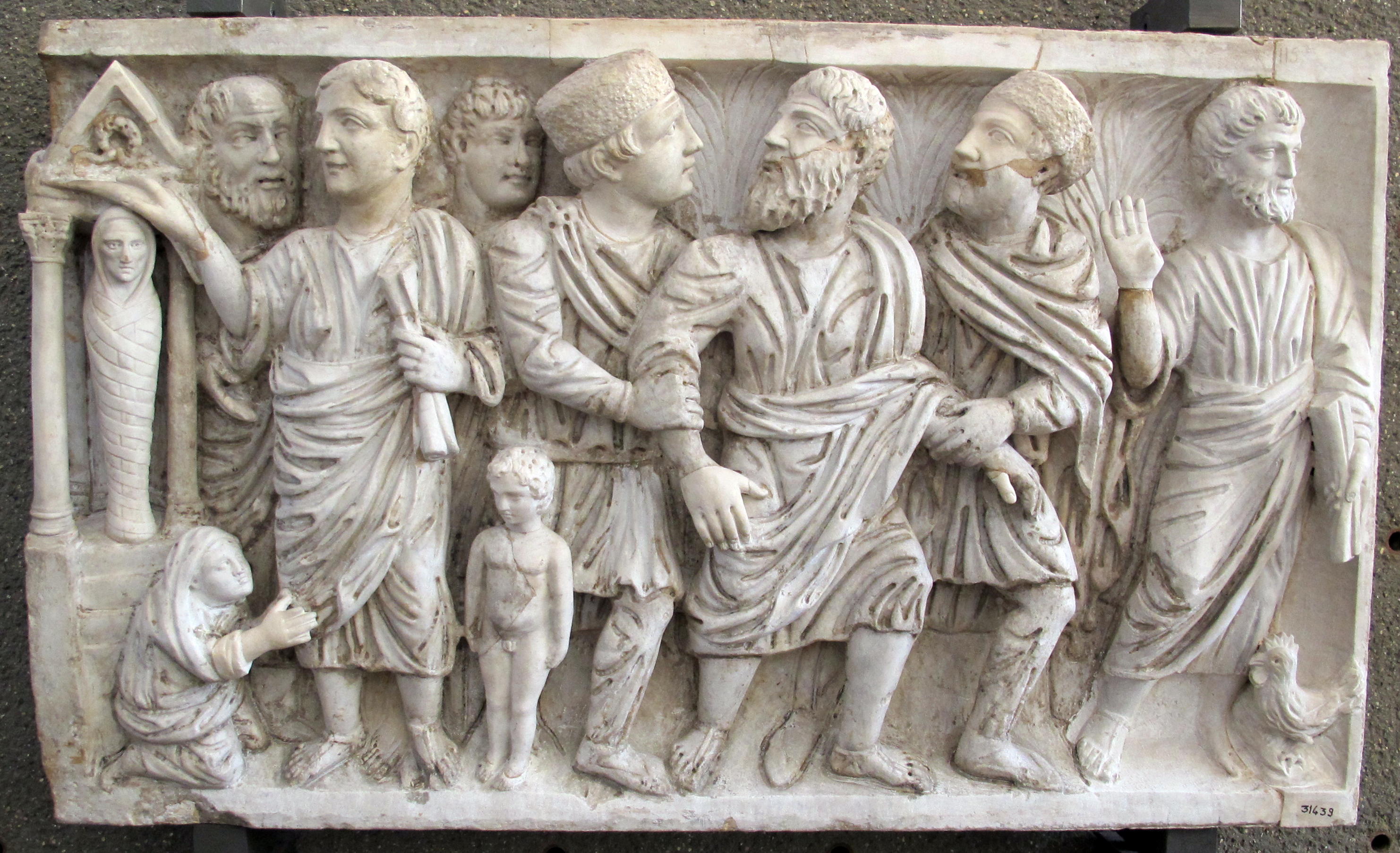
Deel van een sarcofaag, ca. 325-350, Museo Pio Cristiano
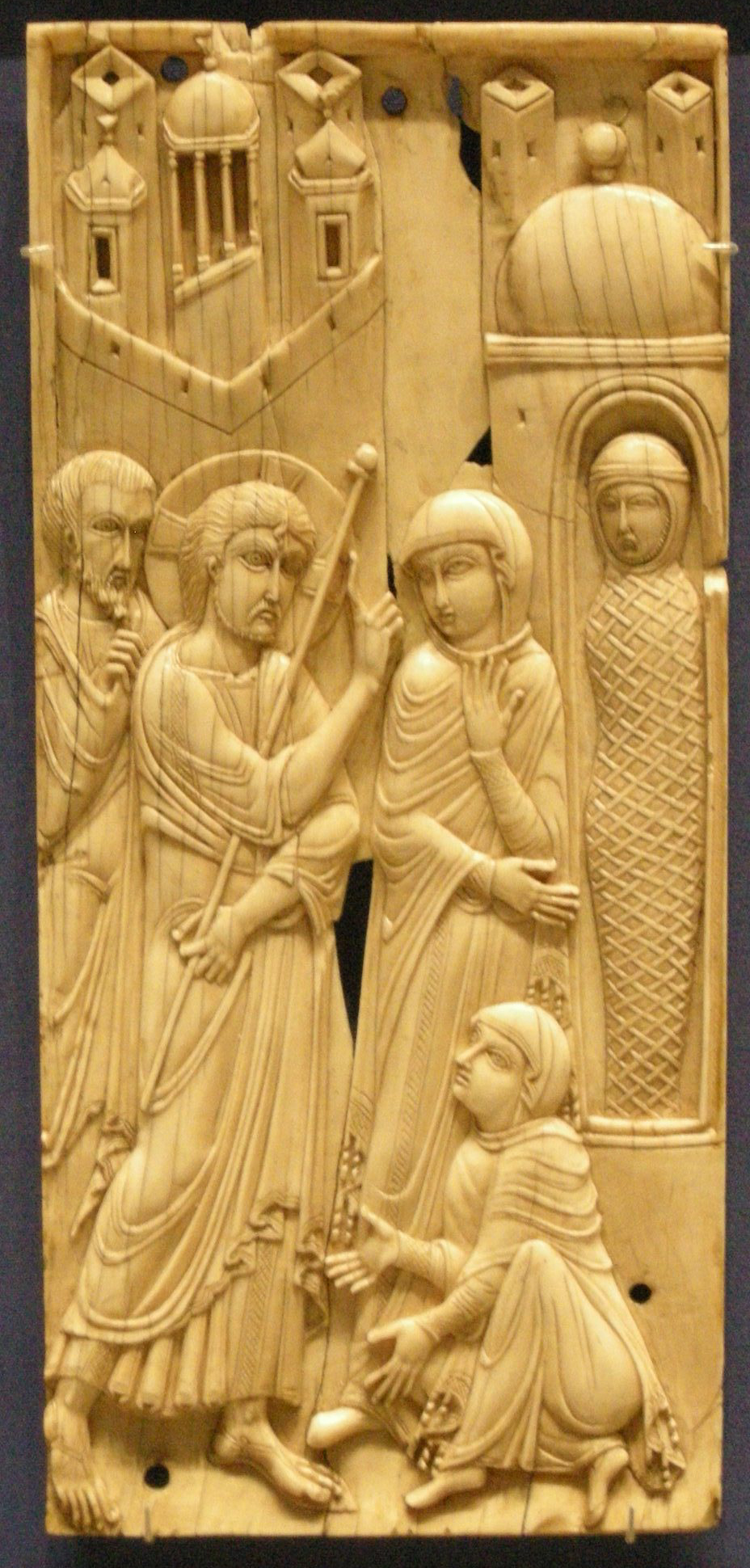
Venetiaans of Byzantijns ivoorsnijwerk, 900 - 1100
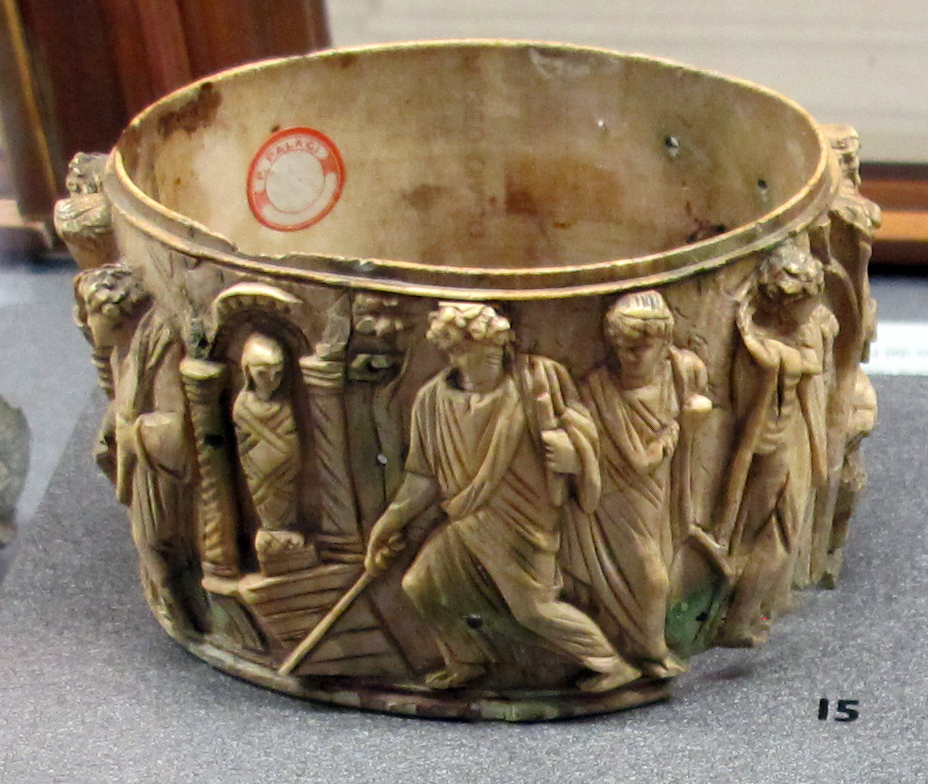
Ivoorsnijwerk vijfde eeuw
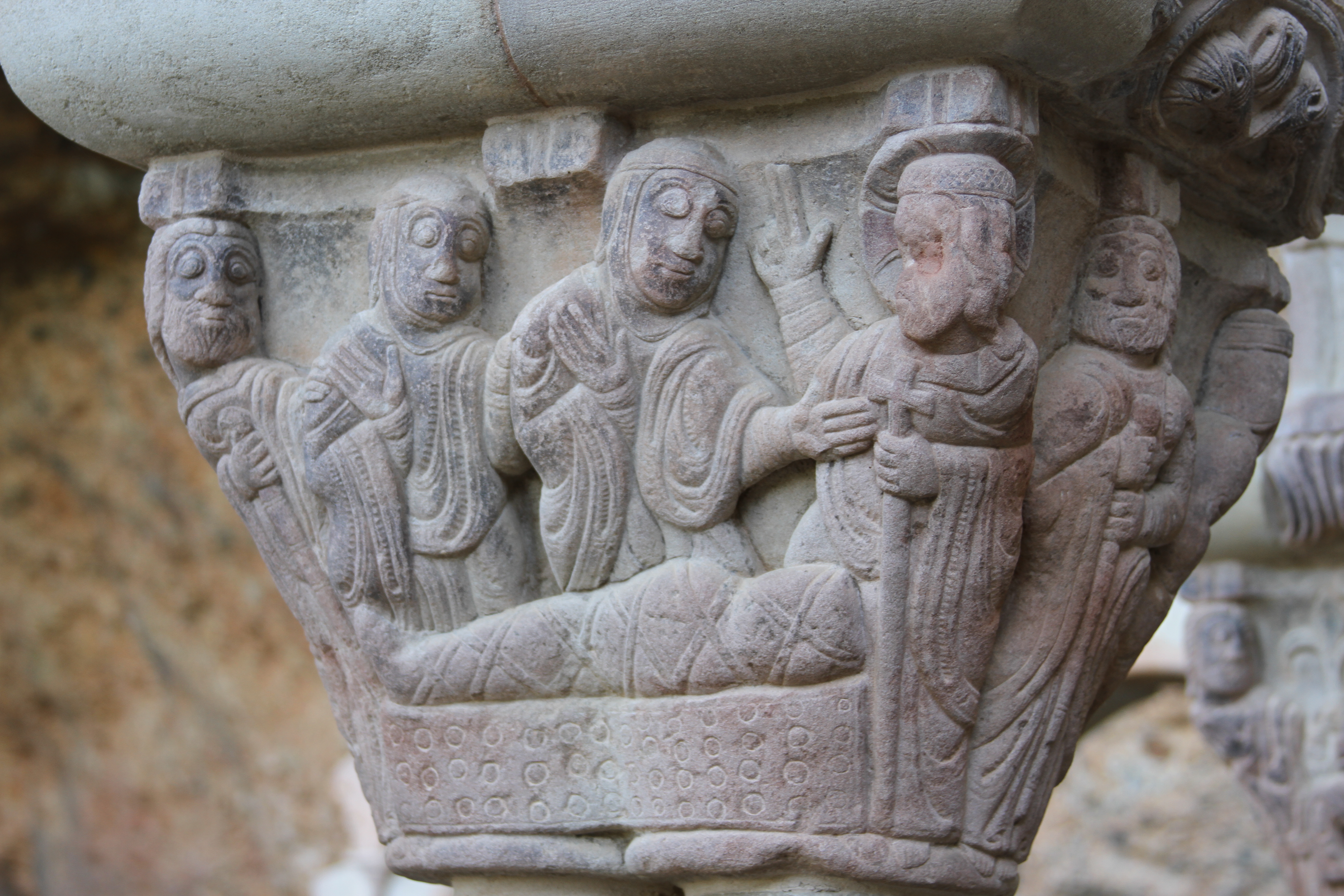
Spanje, klooster van San Juan de la Peña, kapiteel uit het clustrum
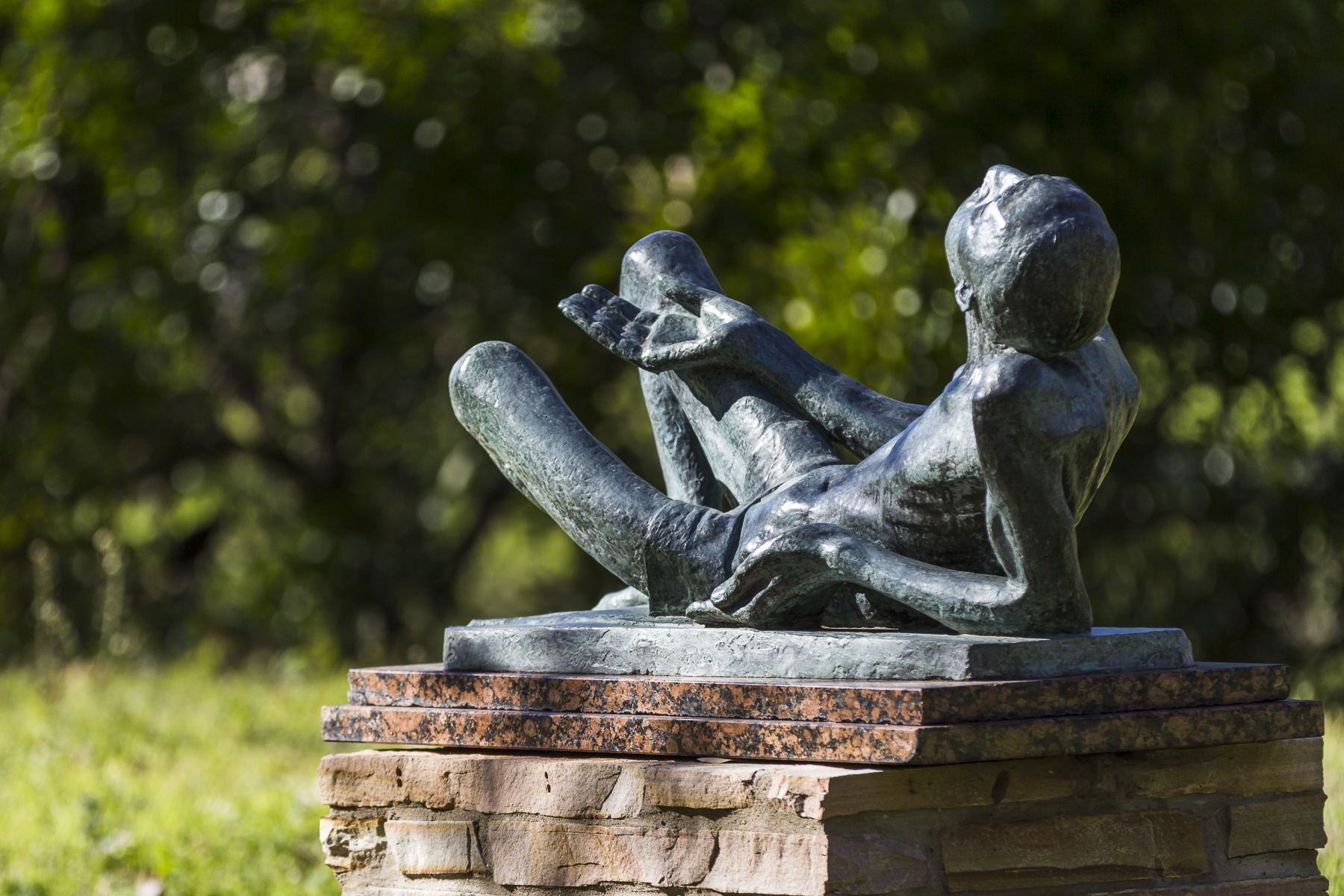
Charles Umlauf, 1950 brons, de arme Lazarus
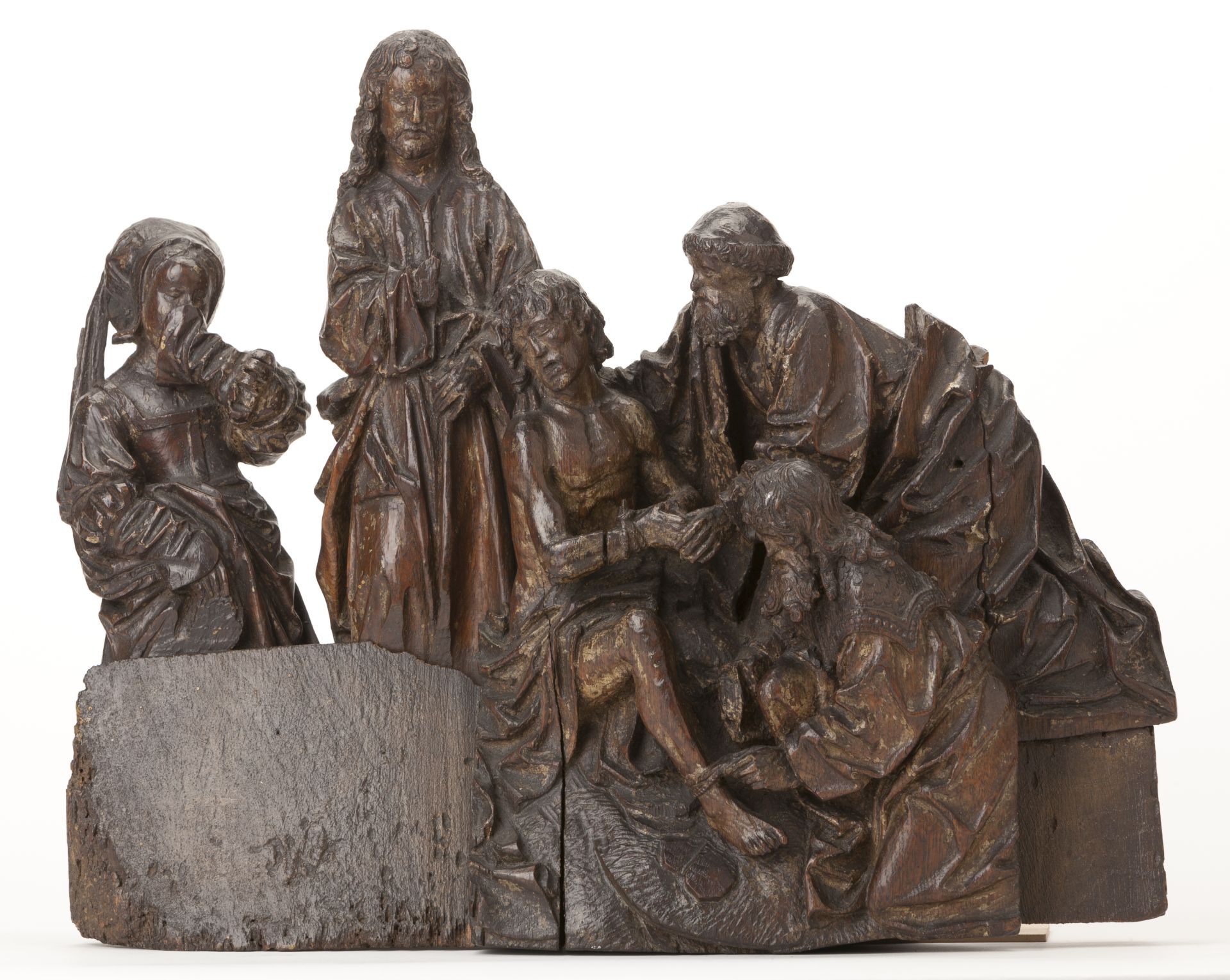
Hoogreliëf van eikenhout, de opwekking van Lazarus, Gruuthusemuseum, (Brugge)

### Gezegde
De uitdrukking "hij is helemaal lazarus" om een dronken persoon aan te duiden, is waarschijnlijk ook ontleend aan de Lazarus uit de Bijbel. De parallel is dan dat iemand eerst nergens meer toe in staat is (dronken / dood), maar daarvan weer herstelt (nuchter worden / opstaan uit de doden).

### Muziek
- Carl Loewe (1796-1869) schreef een oratorium getiteld "Die auferweckung des Lazarus"
- Franz Schubert begon in februari 1820 zijn "Lazarus" een mengvorm van cantate en oratorium, waarvan slechts een fragment is bewaard gebleven.
- Cristóbal Halffter (°1930) componeerde een opera Lázaro die in première ging op 4 mei 2008 in de opera van Kiel
- Nick Cave and the Bad Seeds brachten op 3 maart 2008 hun veertiende studioalbum uit Dig, Lazarus, Dig!!! dat geïnspireerd is door de wederopstanding van Lazarus uit de dood.
- David Bowie bracht het nummer Lazarus uit op 17 december 2015 als een digitale pre-release van zijn album Blackstar.

### Film
In een aantal films wordt de figuur of de naam Lazarus gebruikt in situaties waar het motief van de verrijzenis of wedergeboorte aan bod komt.
- In de film Interstellar werd de missie om de mens te redden door ze naar een andere planeet te brengen 'The Lazarus Project' genoemd. Dit symbolyseert de wedergeboorte van de mens op een nieuwe planeet.
- Lazarus (Samuel L. Jackson), de hoofdrolspeler in de film Black Snake Moan, helpt Rae (Christina Ricci) om een nieuw leven te beginnen.
- Dr. Marian Lazarus (Frances Sternhagen) wekt in de film Outland de vechtlust en de levenswil van de protagonist Marschall O'Niel (Sean Connery) tot nieuw leven.
- De psychologische thriller The Lazarus Project (2008) over een welwillende ex-inbreker die gemanipuleerd wordt in een project van hersenspoeling en persoonlijkheidsverandering, maar er in lukt psychologisch te verrijzen.
- In de horror, sci-fi thriller The Lazarus Effect (2015) vindt een groep medische studenten een manier om overleden patiënten weer tot leven te wekken.

### Magazine
Sinds maart 2016 is er een online magazine Lazarus, dat "zoekt naar nieuwe woorden voor een oud geloof", waarop dagelijks een à twee artikelen worden gepubliceerd.

## Externe links

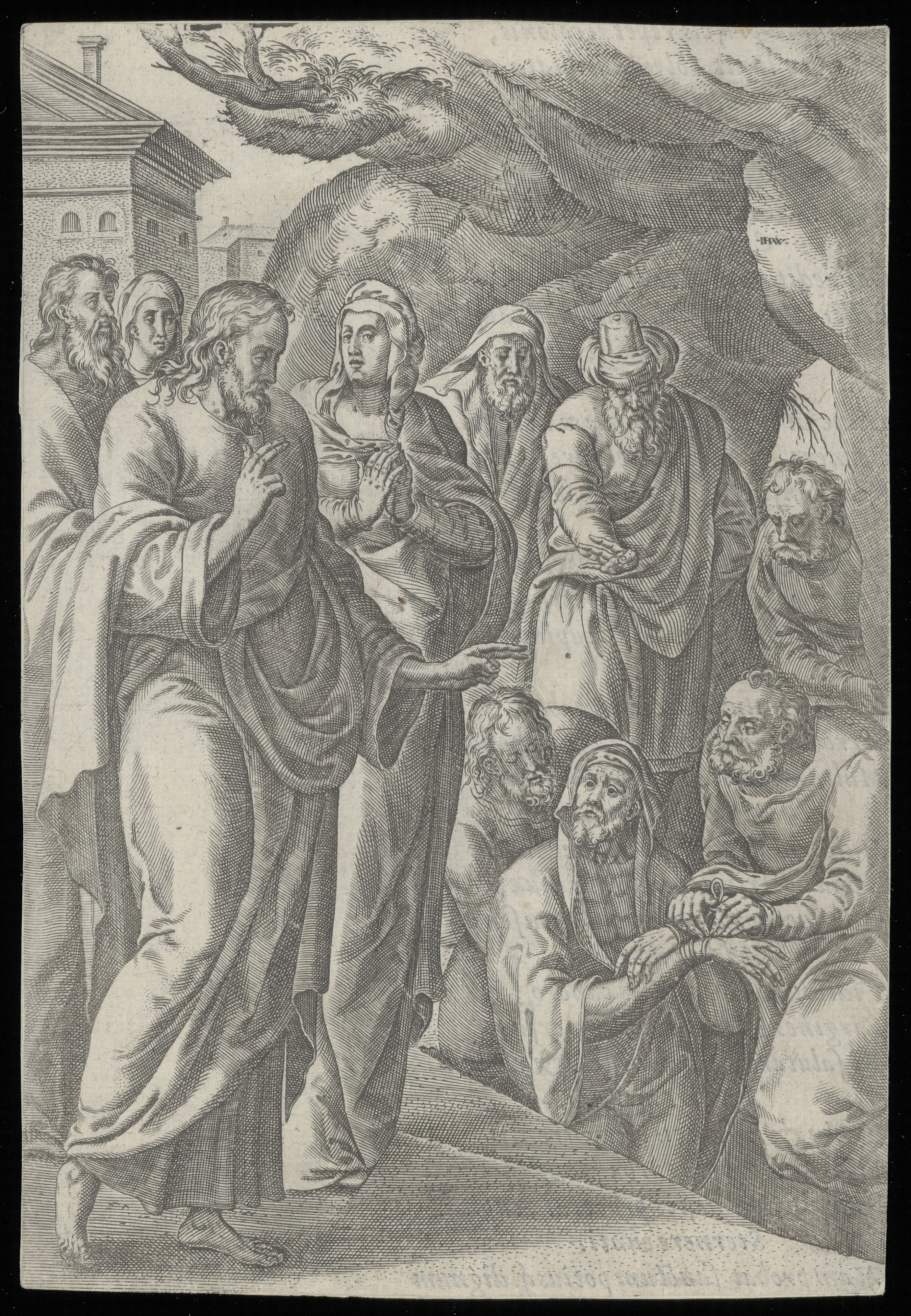
Opwekking van Lazarus door Christus. Gemaakt door Johannes Wierix.